# Liste von Museen in der Schweiz
In dieser Liste finden sich Schweizer Museen nach Orten sortiert. Gemäss der Museumsstatistik des Bundesamts für Kultur (BAK) verzeichneten die 1129 Schweizer Museen 2020 über 12 Millionen Eintritte.

## A
- Aarau
  - Aargauer Kunsthaus

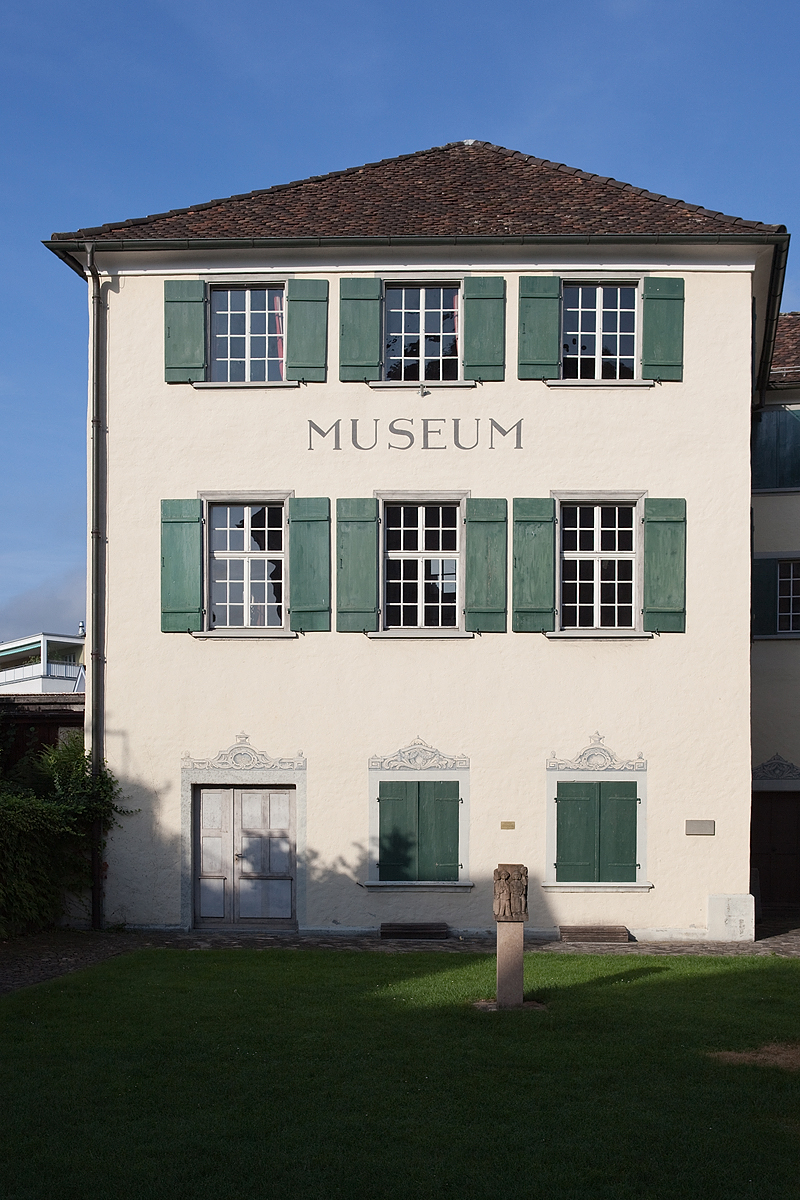
Museum Prestegg in Altstätten

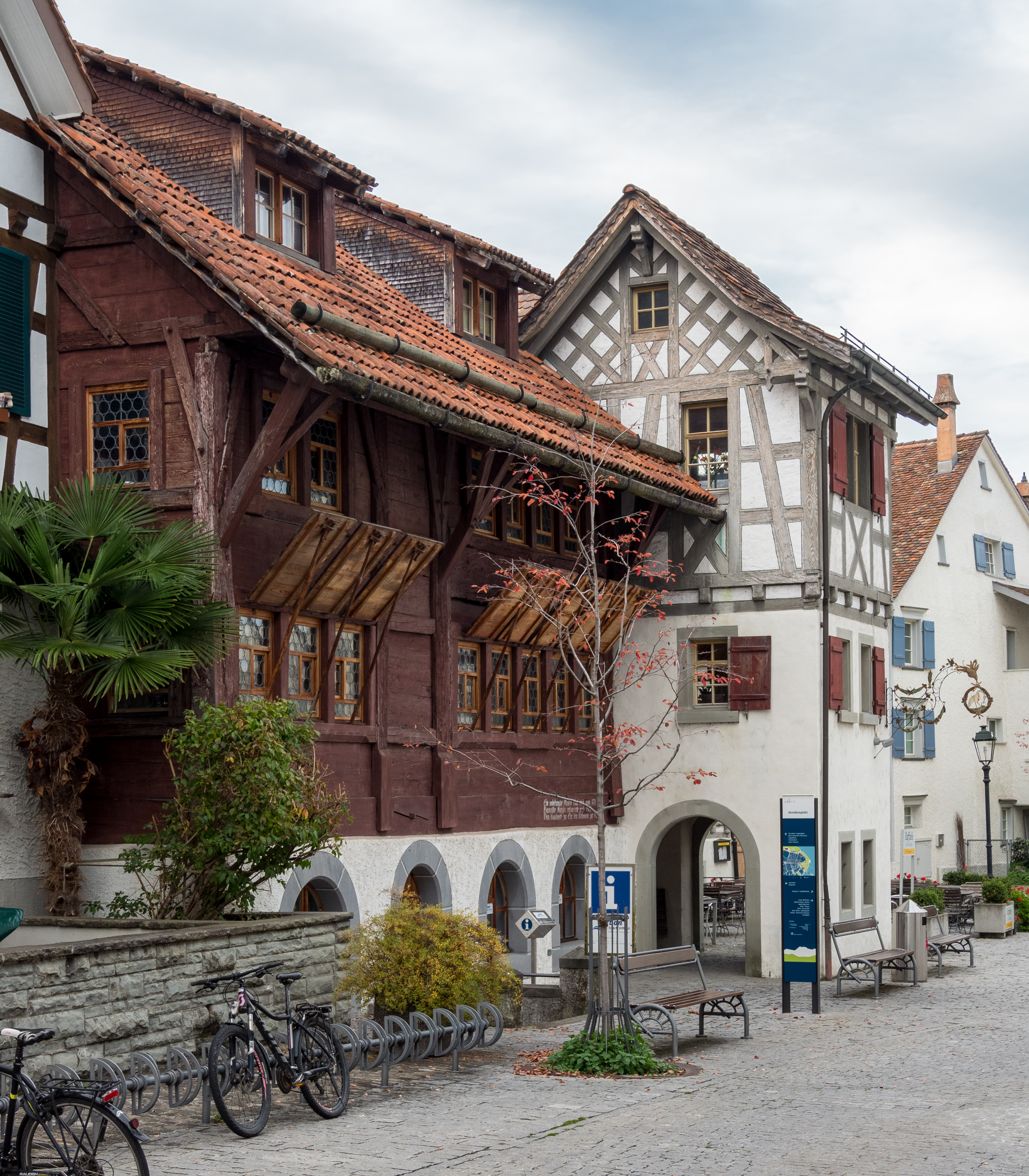
Bohlenständerhaus in Arbon

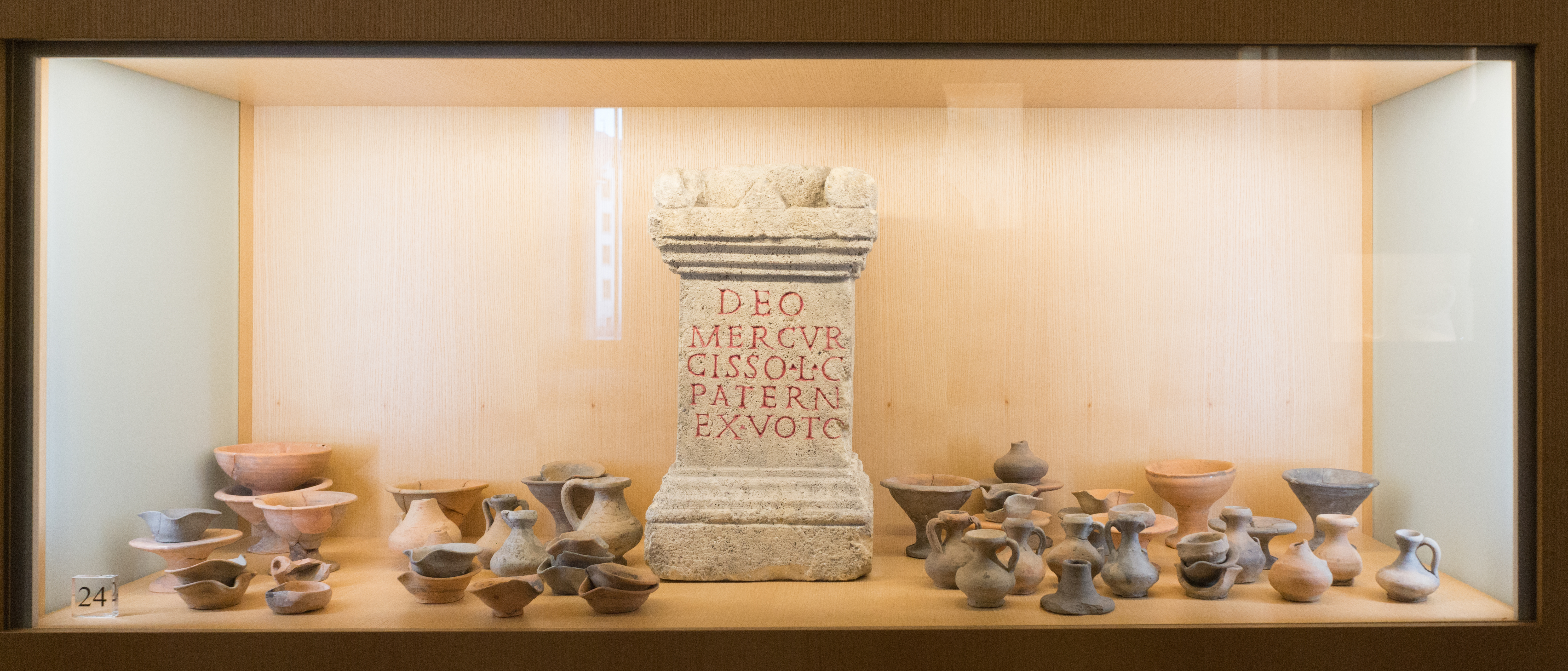
Musée romain von Avenches

  - Forum Schlossplatz im Haus zum Schlossgarten
  - Stadtmuseum im Schlössli
  - Naturama
- Aarburg
  - Heimatmuseum Aarburg
- Aathal-Seegräben
  - Sauriermuseum Aathal
- Acquarossa
  - Museo della Valle di Blenio
- Adligenswil
  - Feuerwehrmuseum
- Aeugstertal
  - Spielzeugmuseum Pegasus Small World
- Agno TI
  - Museo della ferrovia Lugano-Ponte Tresa
  - Museo Plebano (mit Artefakten der Anerubda-Kultur)
- Aigle VD
  - Château d’Aigle
  - Musée de la Vigne et du Vin
- Airolo
  - Forte Airolo
  - Museo Nazionale del San Gottardo
- Alberswil
  - Schweizerisches Agrarmuseum Burgrain
- Altdorf UR
  - Haus für Kunst Uri
  - Historisches Museum Uri
- Altenrhein SG
  - Fliegermuseum Altenrhein
- Altstätten
  - Historisches Museum Prestegg
- Amriswil
  - Bohlenständerhaus
  - Kutschensammlung
  - Ortsmuseum[2]
  - Schulmuseum Mühlebach
- Andermatt
  - Talmuseum Urseren
- Appenzell
  - Kunsthalle Ziegelhütte
  - Kunstmuseum Appenzell
  - Museum im Blauen Haus
- Arbon
  - Historisches Museum Arbon
  - Kunsthalle Arbon
  - Saurer Museum
- Arlesheim
  - Forum Würth Arlesheim
  - Ortsmuseum Trotte
- Arosa
  - Schanfigger Heimatmuseum
- Ascona
  - Museo Castello San Materno – Fondazione per la cultura Kurt e Barbara Alten
  - Museo communale d’arte moderna Ascona
  - Fondazione Ignaz e Mischa Epper (auch Museo Epper, mit Werken von Ignaz Epper [1892–1969])
  - Percorso museale des Monte Verità (Museo Casa Anatta)
- Au ZH
  - Weinbaumuseum am Zürichsee

- Aubonne VD

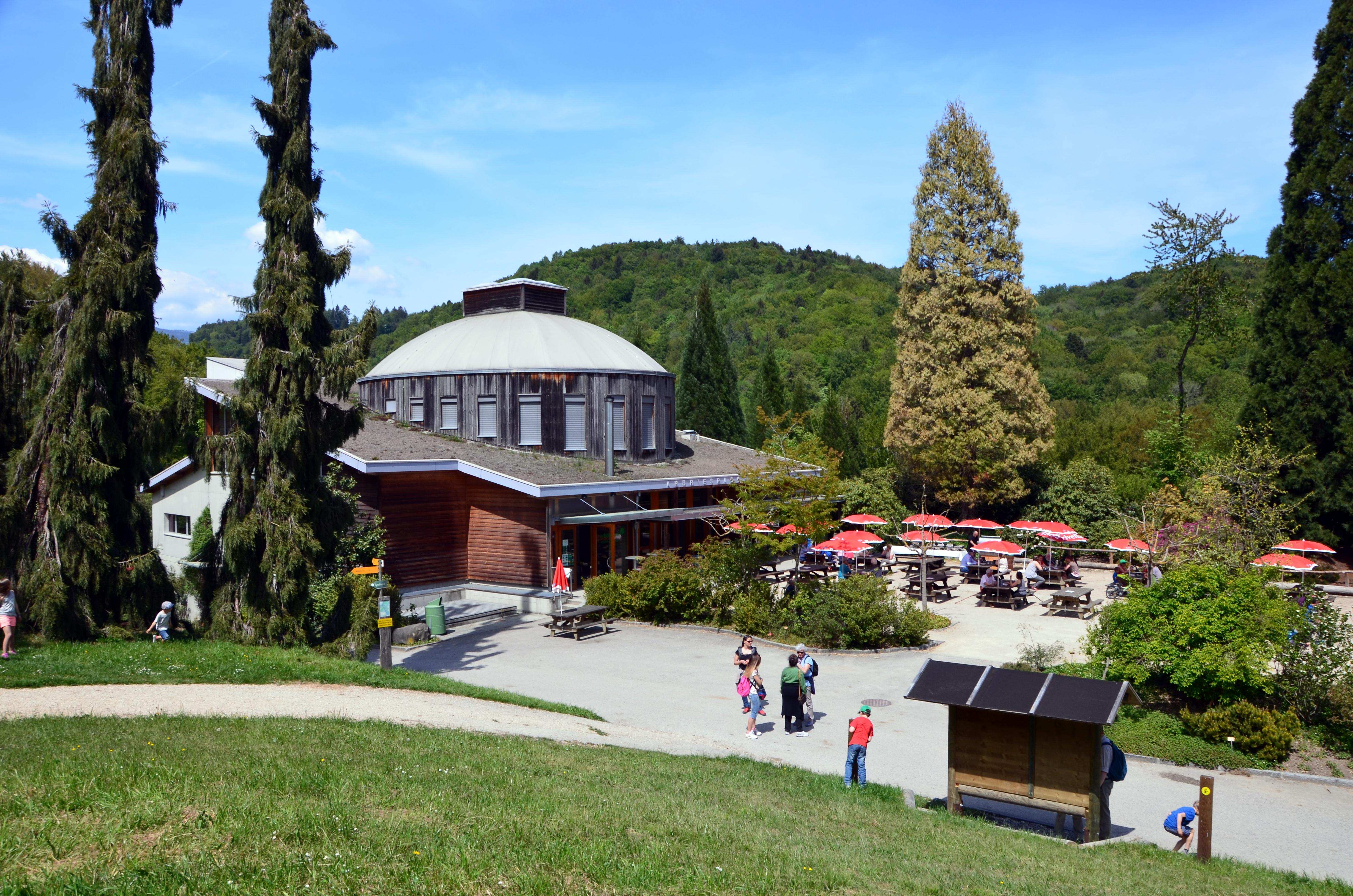
Arboretum national du vallon de l’Aubonne

  - Arboretum national du vallon de l’Aubonne mit dem Musée du bois
- Augst
  - Augusta Raurica (Landschaftspark mit archäologischen Überresten)
  - Römermuseum Augst
- Avenches
  - Musée Romain und Überreste der antiken Stadt Aventicum

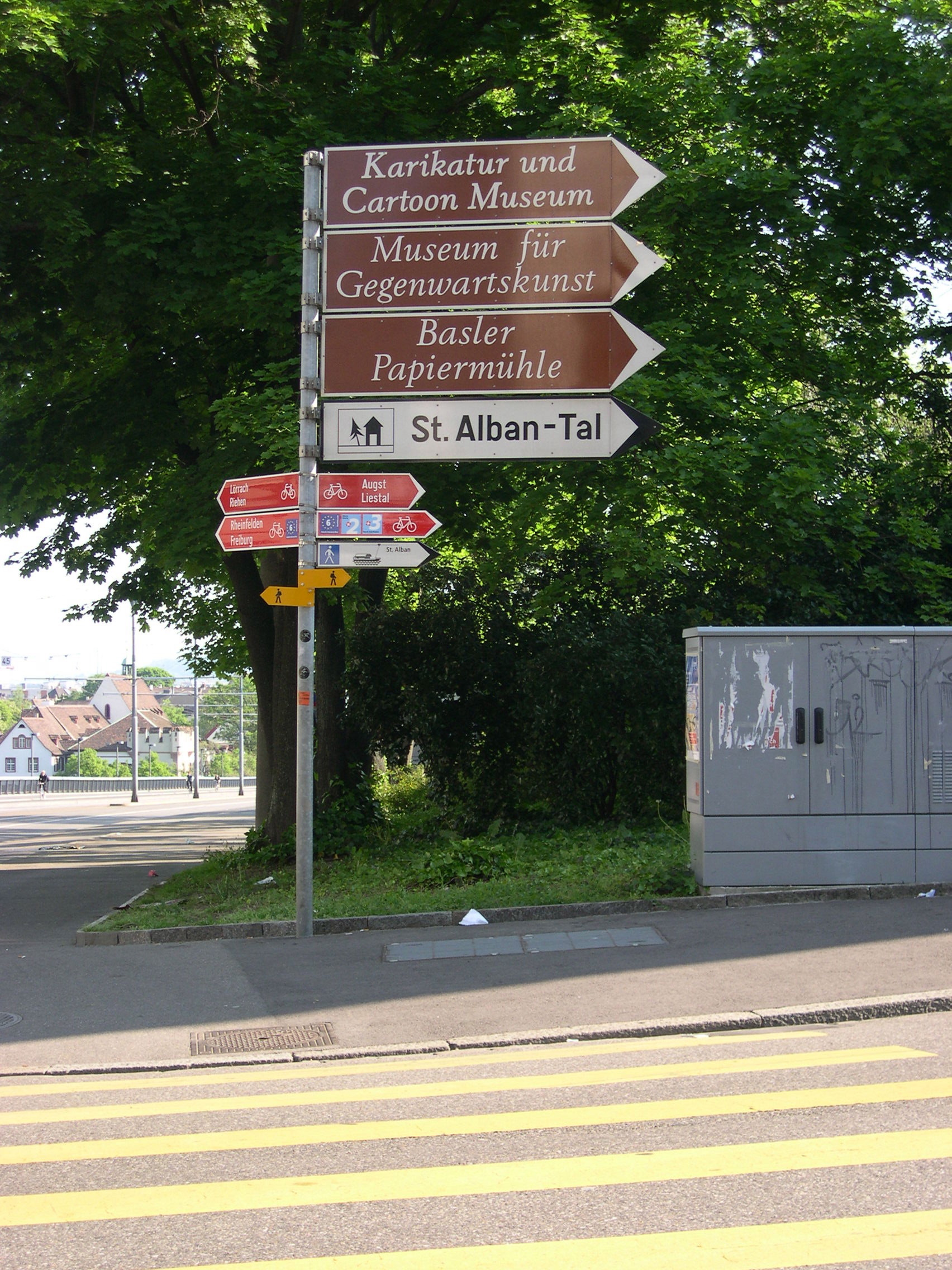
Museumswegweiser in Basel

## B
- Baden AG
  - Historisches Museum Baden
  - Museum Langmatt
  - Schweizer Kindermuseum
- Bäretswil
  - Museum Neuthal Textil- und Industriekultur
- Basel
  - siehe Hauptartikel: Museen in Basel
- Bergün
  - Bahnmuseum Albula
  - Ortsmuseum, mit Modellanlage der Albulabahn
  - Lehrpfad an der Bahnstrecke

- Bern
  - Alpines Museum der Schweiz
  - Einsteinhaus Bern
  - Freimaurer Museum Schweiz
  - Heilsarmee-Museum
  - Historisches Museum Bern

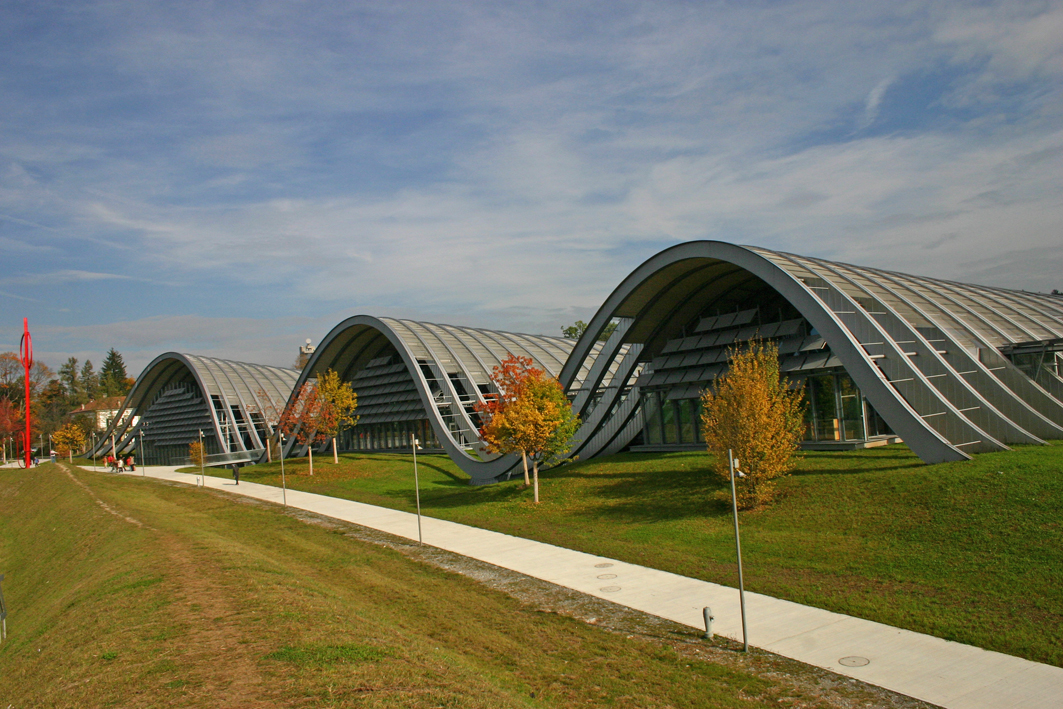
Zentrum Paul Klee

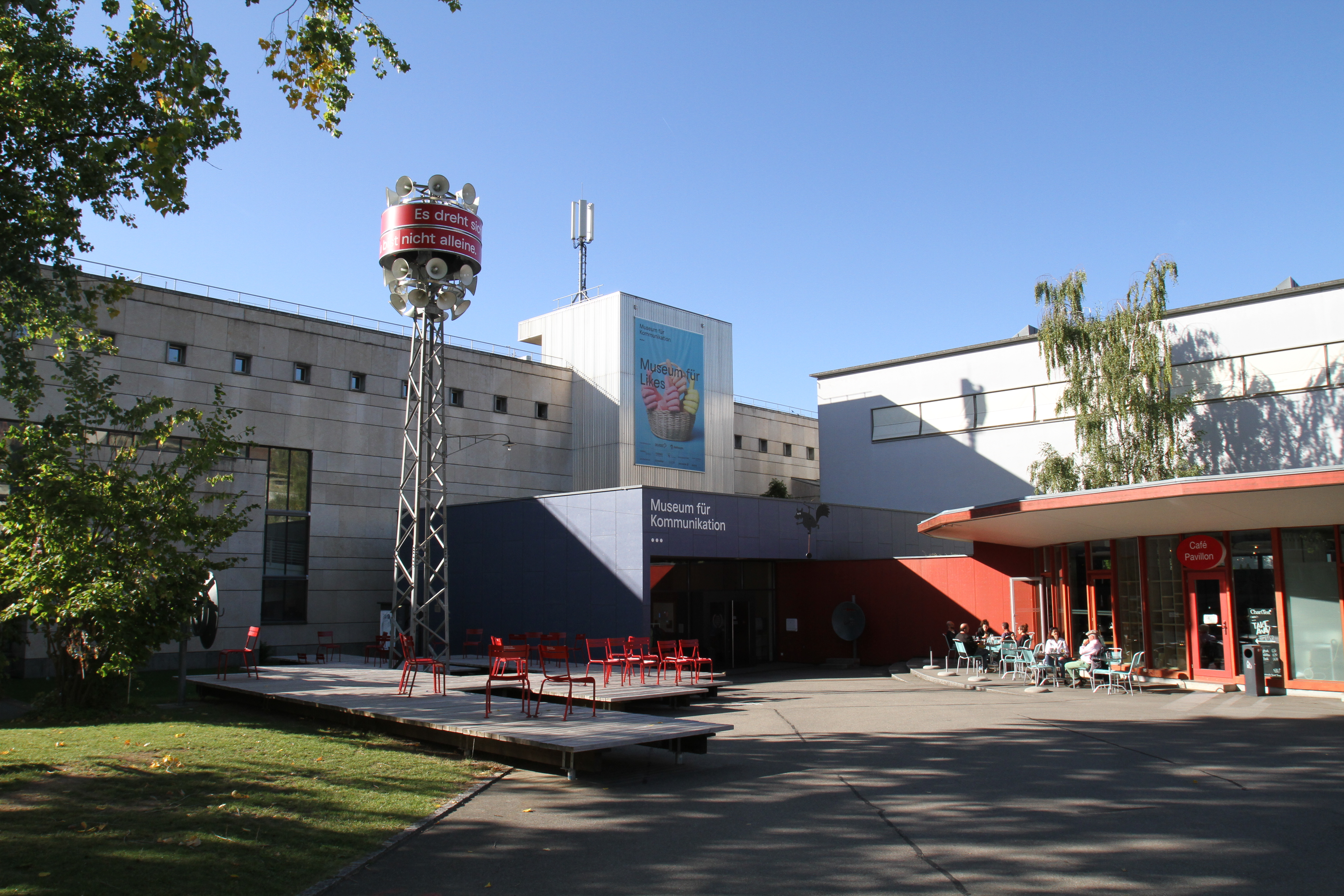
Museum für Kommunikation Bern

  - Museum für Kommunikation Bern (ehemals Postmuseum)
  - Klingendes Museum Bern
  - Kunsthalle Bern
  - Kunstmuseum Bern
  - Schweizerisches Literaturarchiv in der Schweizerischen Nationalbibliothek
  - Naturhistorisches Museum Bern
  - Zentrum Paul Klee
  - Psychiatrie-Museum Bern
  - Schweizer Schützenmuseum
  - Schweizerische Theatersammlung
  - Schulmuseum Bern, seit 2007 in Köniz
- Beromünster
  - Haus zum Dolder
  - Schloss-Museum Beromünster
- Bex
  - Alpengarten La Thomasia (Abteilung von Musée et jardins botaniques cantonaux de Lausanne)
  - Salzbergwerk Bex (Besucherbergwerk)
- Biel/Bienne
  - Centre Muller
  - Kunsthaus Pasquart/Centre PasquArt
  - NMB Neues Museum Biel
  - Omega Museum
- Bière
  - Eisenbahnmuseum[3]
- Bischofszell
  - Radiomuseum Seger[4]

- Blonay
  - Museumsbahn Blonay–Chamby
- Bosco/Gurin
  - Museum Walserhaus
- Boudry
  - Musée de l’Areuse
  - Musée de la vigne et du vin
- Bourg-Saint-Pierre

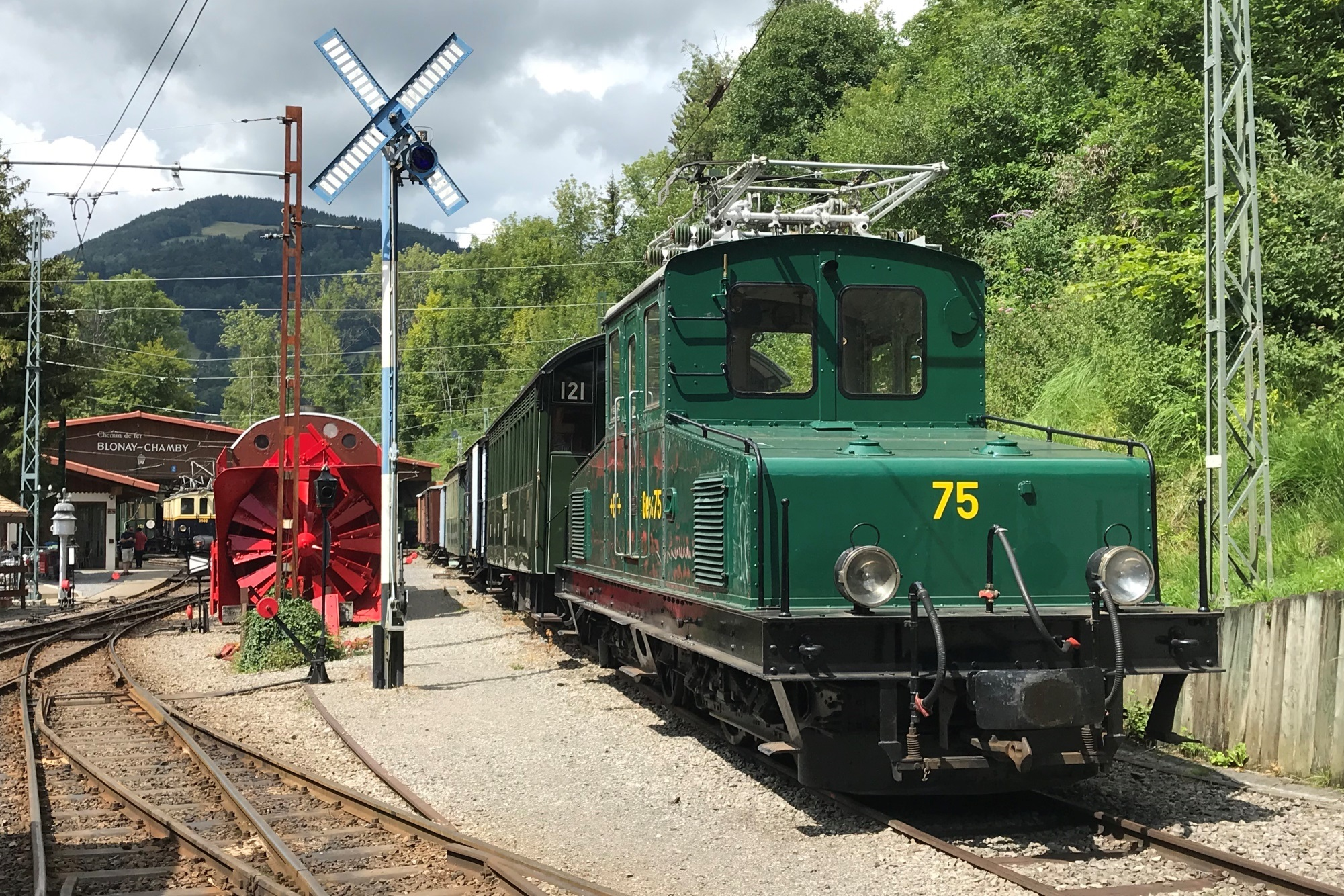
Museumsbahn Blonay–Chamby

  - Museum im Hospiz auf dem Grossen St. Bernhard

- Brig
  - Stockalperschloss
- Brugg
  - Vindonissa-Museum

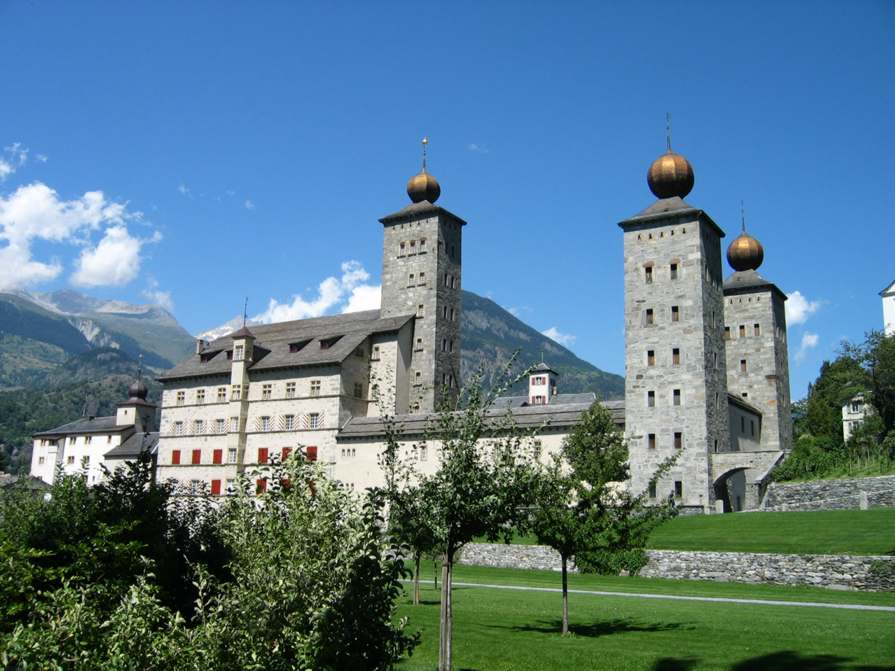
Stockalperschloss

  - Heimatmuseum Brugg (mit Stäbli-Stübli)

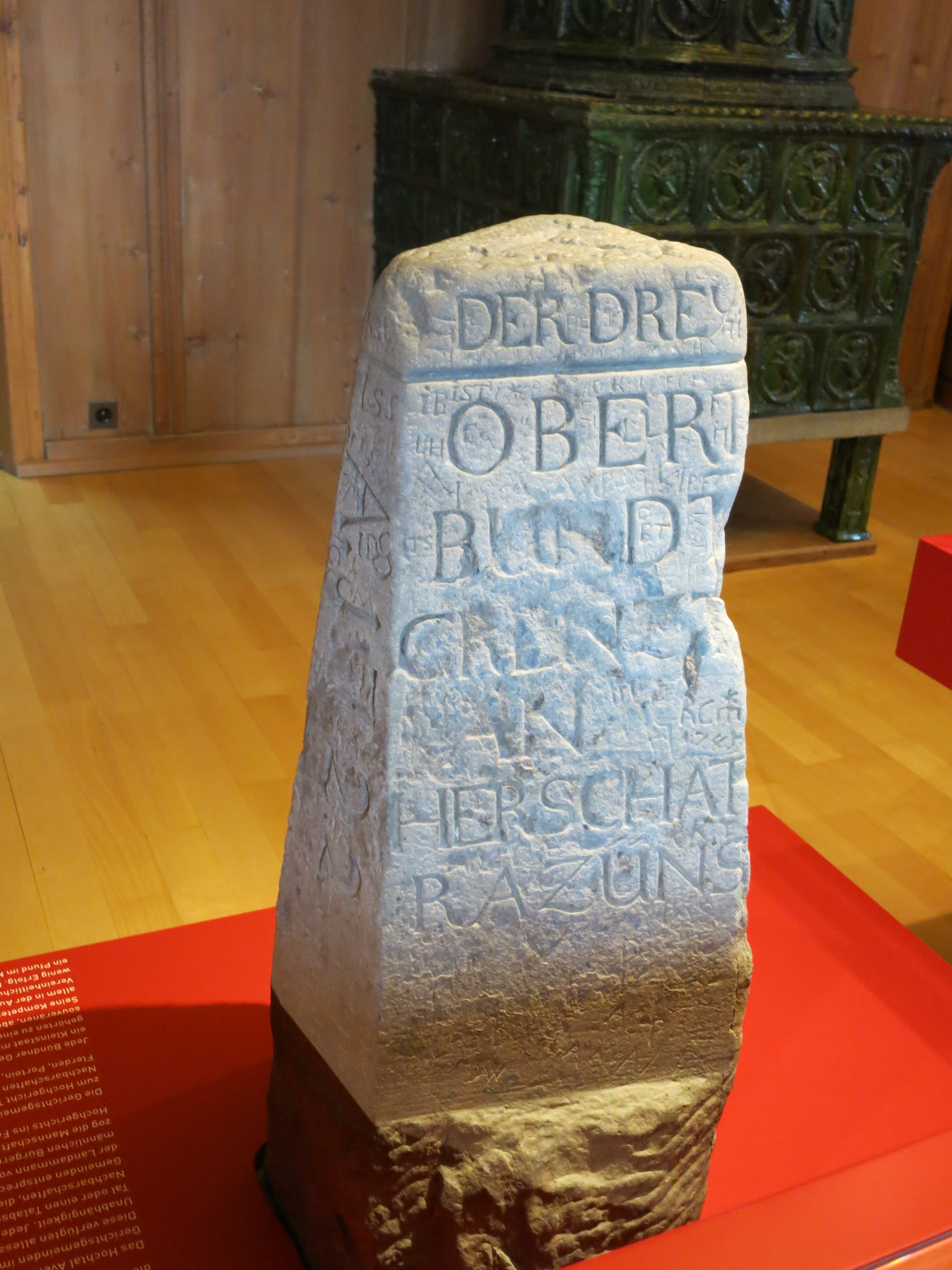
Dreibündenstein im Rätischen Museum, Chur

- Bubikon
  - Ritterhaus Bubikon
- Burgdorf
  - Museum Franz Gertsch
  - Museum Schloss Burgdorf

## C
- Champex-Lac
  - Jardin botanique alpin Flore-Alpe
- Chiasso
  - m.a.x.-Museo
- Chur
  - Bündner Kunstmuseum
  - Bündner Naturmuseum
  - Rätisches Museum
  - Kulturforum Würth Chur
  - Weinbaumuseum Chur
  - Nähmaschinen-Museum
- Cologny
  - Bibliotheca Bodmeriana (Fondation Martin Bodmer)

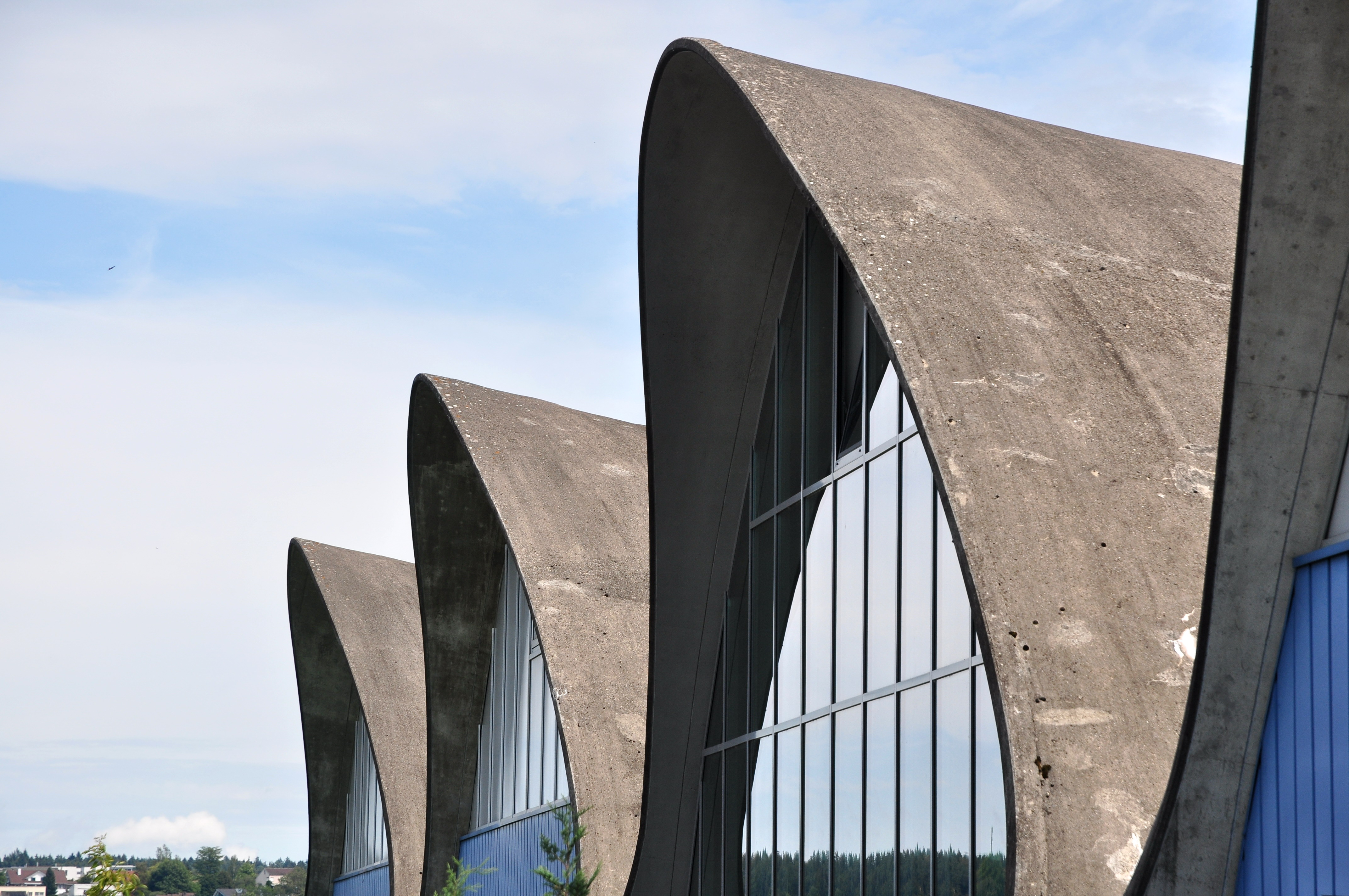
Flieger-Flab-Museum in Dübendorf

- Corbeyrier
  - Musée suisse de l’explosif
- Corsier-sur-Vevey
  - Chaplin’s World

## D
- Davos
  - Kirchner Museum Davos
  - Heimatmuseum
  - Medizinmuseum Davos
  - Wintersport Museum Davos
- Degersheim
  - Dreamfactory (Zauberwelten)
- Dübendorf
  - Flieger-Flab-Museum

## E
- Echallens
  - Maison du blé et du pain
- Engelberg
  - Talmuseum Engelberg
- Ernen
  - Kirchenmuseum und Pfarrarchiv
- Erstfeld
  - Stiftung Historisches Erbe der SBB (Bahnmuseum)

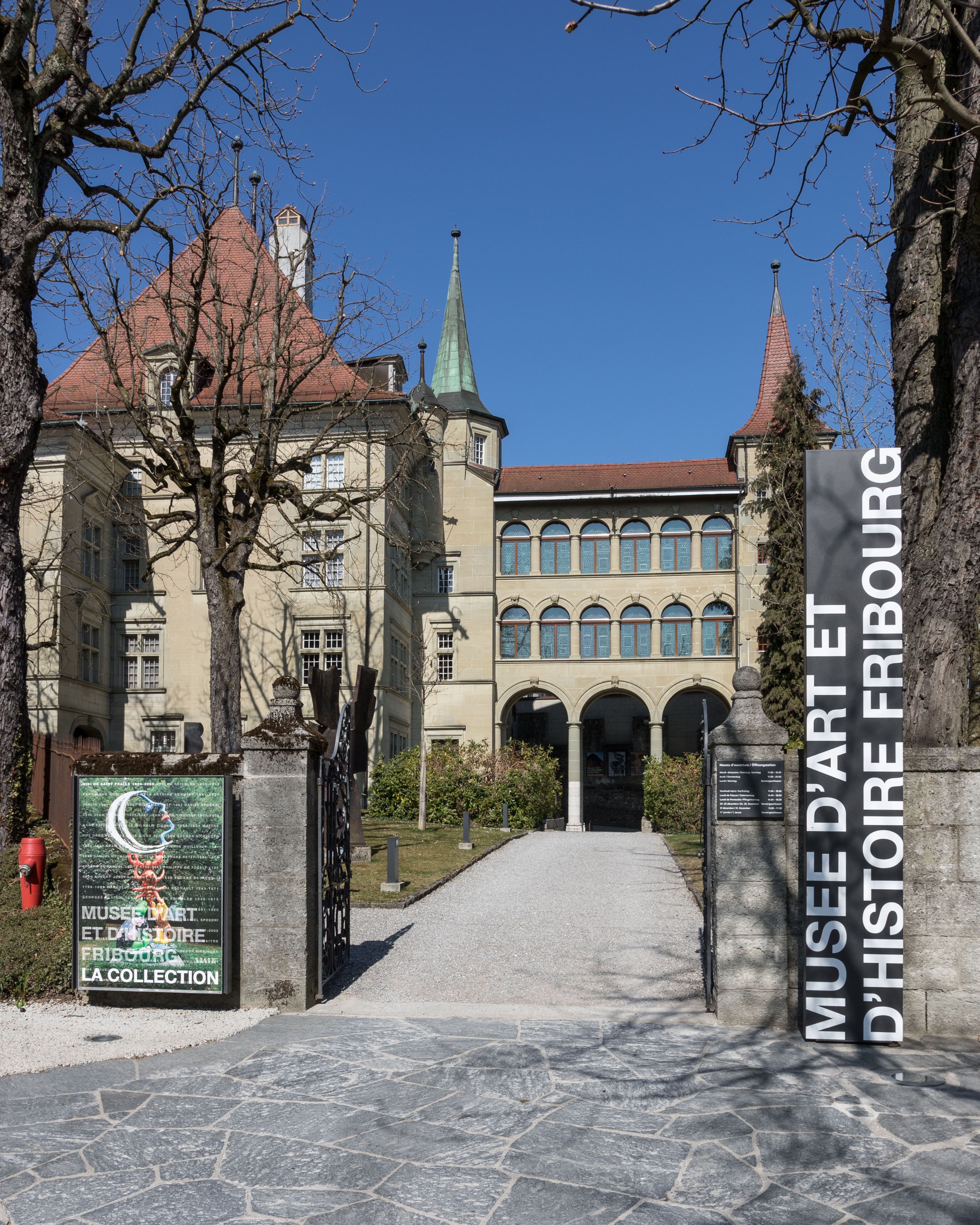
Museum für Kunst und Geschichte Freiburg

- Estavayer-le-Lac
  - Fröschemuseum

## F
- Flims
  - Gelbes Haus (Flims)
- Frauenfeld
  - Historisches Museum Thurgau (im Schloss Frauenfeld und im Alten Zeughaus)
  - Museum für Archäologie Thurgau
- Freiburg
  - Naturhistorisches Museum Freiburg
  - Espace Jean Tinguely et Niki de Saint Phalle
  - Museum für Kunst und Geschichte Freiburg
  - Fri Art – Centre d’art contemporain, Kunsthalle Freiburg
  - Musée Suisse de la marionette
  - Musée Suisse de la machine à coudre (Nähmaschinenmuseum)
  - Gutenberg Museum
  - Musée Bible et Orient der Universität Freiburg

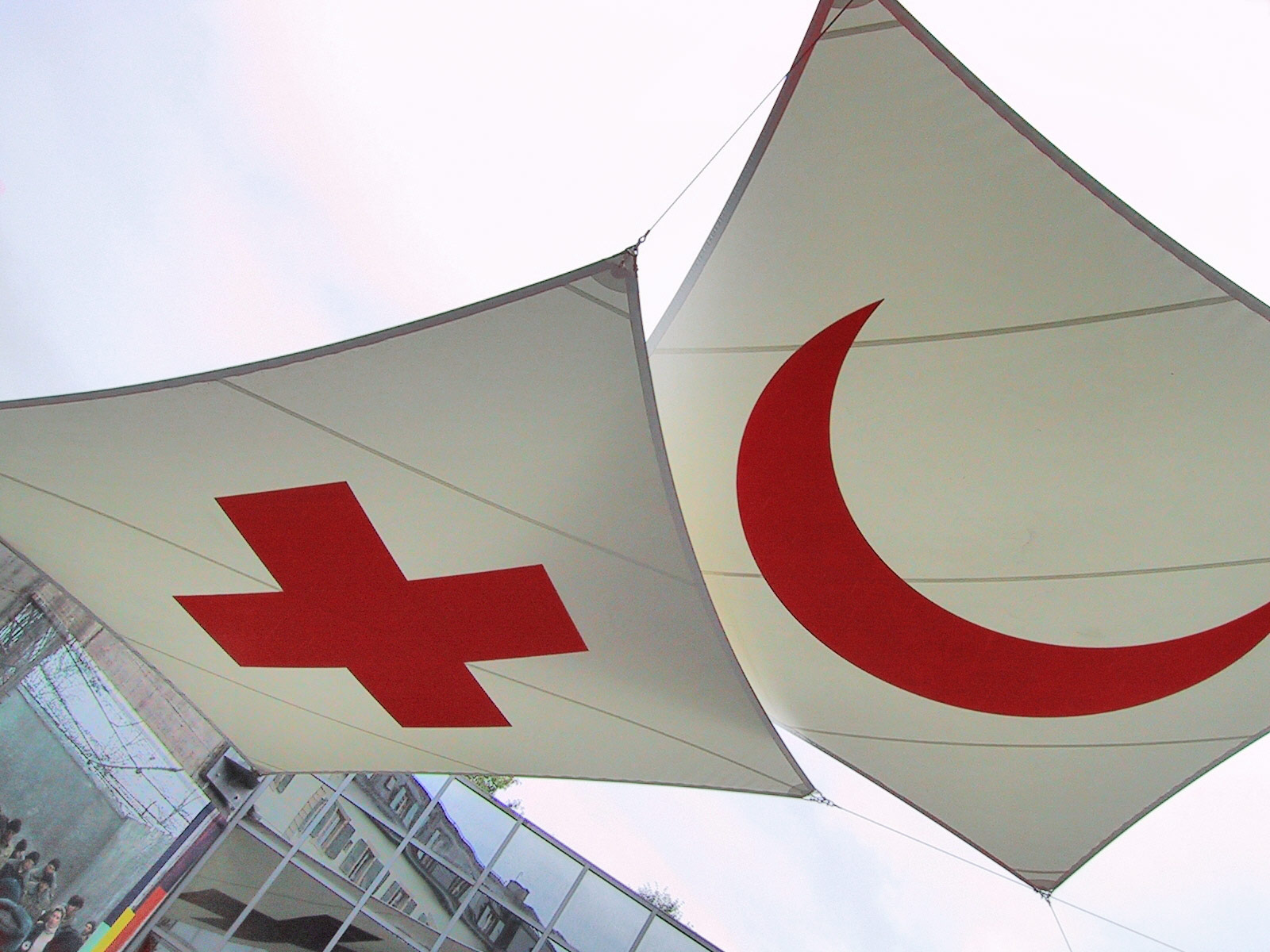
Internationales Rotkreuz- und Rothalbmondmuseum in Genf

## G
- Gelfingen
  - Schloss Heidegg
- Genf
  - Collection des moulages de l’Université de Genève
  - Internationales Rotkreuz- und Rothalbmondmuseum
  - Internationales Museum der Reformation
  - Conservatoire et Jardin botaniques de la ville de Genève
  - Maison Tavel
  - Musée Ariana (Keramikmuseum)
  - Musée d’art et d’histoire
  - Musée d’art moderne et contemporain
  - Musée d’art moderne, Petit Palais
  - Musée Barbier-Mueller
  - Musée cartographique
  - Musée d’ethnographie de Genève
  - Muséum d’histoire naturelle de Genève
  - Musée d’histoire des sciences de la Ville de Genève
  - Musée Rath
  - Musée des sapeurs-pompiers et sapeuses-pompières
  - Patek Philippe Museum
- Gingins
  - Musée romand de la machine agricole

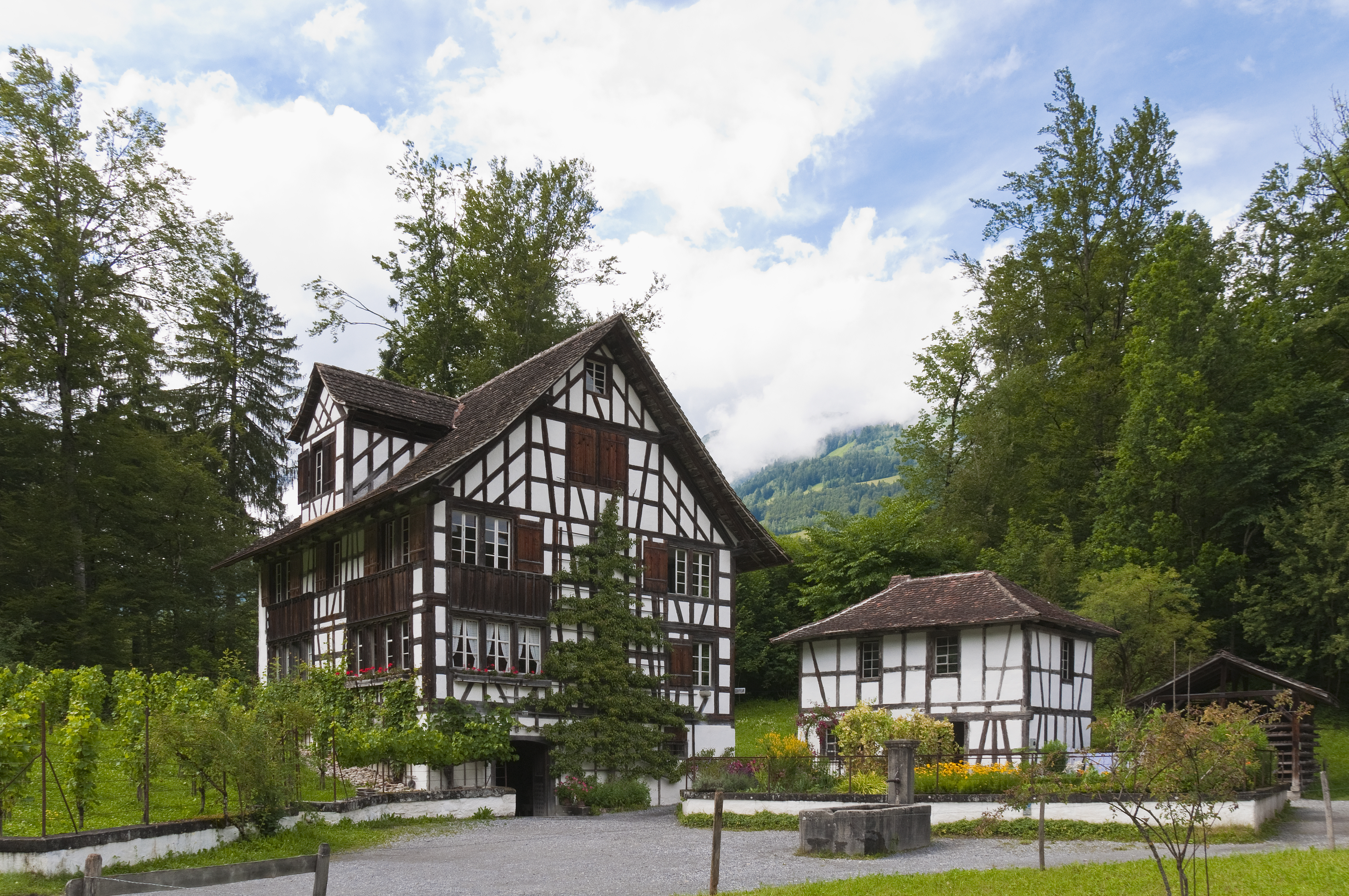
Freilichtmuseum Ballenberg

- Giornico
  - Museo della Valle Leventina
- Glarus
  - Kunsthaus Glarus
- Gränichen
  - Hexenmuseum Schweiz
- Grandson
  - Schloss Grandson
- Grenchen
  - Kunsthaus Grenchen
- Greyerz
  - Schloss Greyerz
  - HR Giger Museum
- Grindelwald
  - Heimatmuseum
- Grüsch
  - Prättigauer Heimatmuseum
- Guggisberg
  - Vreneli Museum

## H
- Halten
  - Museum Wasseramt
- Hofstetten bei Brienz
  - Freilichtmuseum Ballenberg

- Horgen

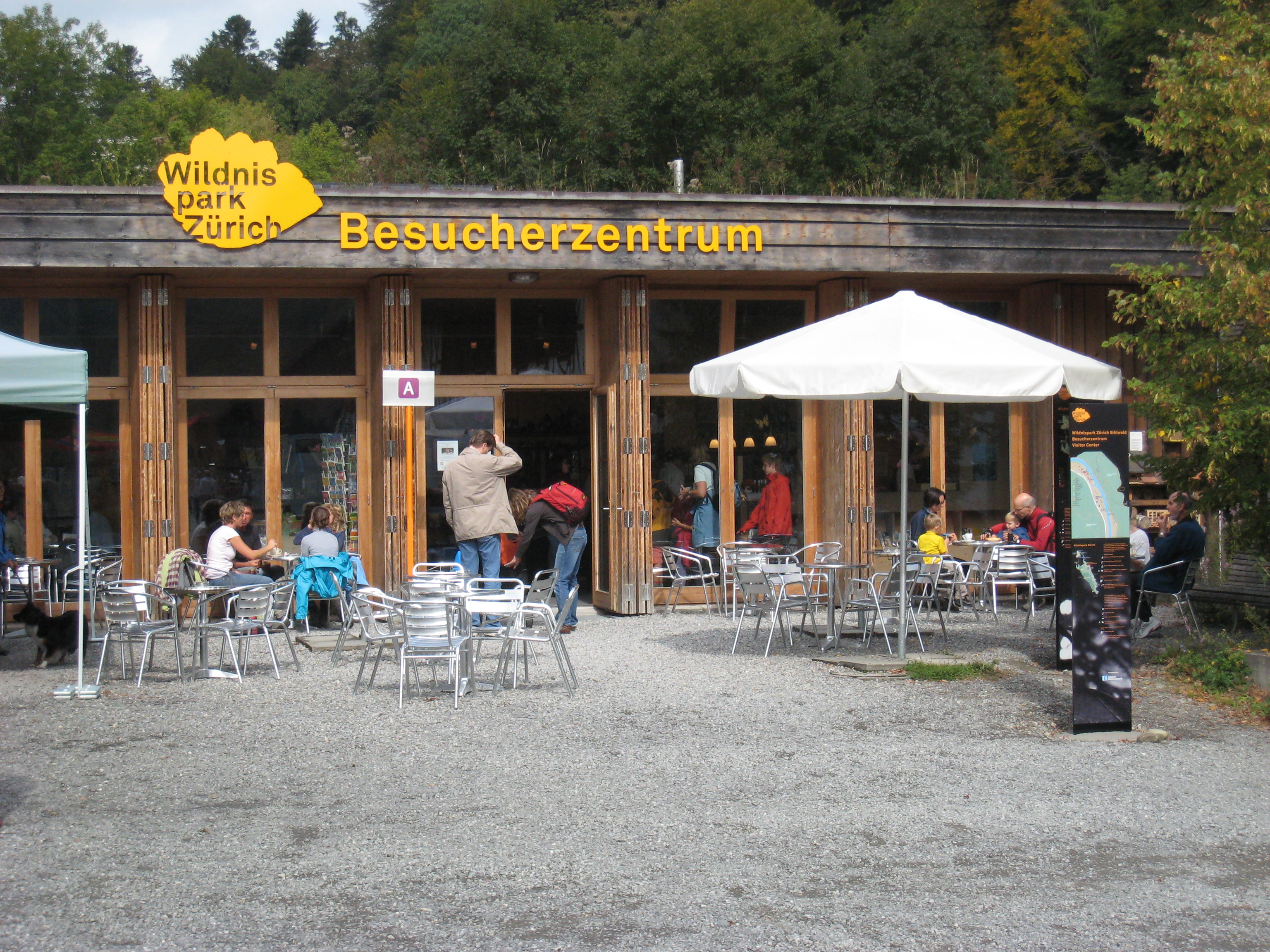
Besucherzentrum Sihlwald

  - Agentenhaus Wohn- und Porzellanmuseum
  - Bergwerk Käpfnach Museum und Besucherbergwerk
  - Ortsmuseum Sust
  - Besucherzentrum und Museum Sihlwald
  - Johanna-Spyri-Museum im Ortsteil Hirzel

## I
- Ilanz
  - Museum Regiunal Surselva
- Ins
  - Centre Albert Anker
- Interlaken
  - Kunsthaus Interlaken

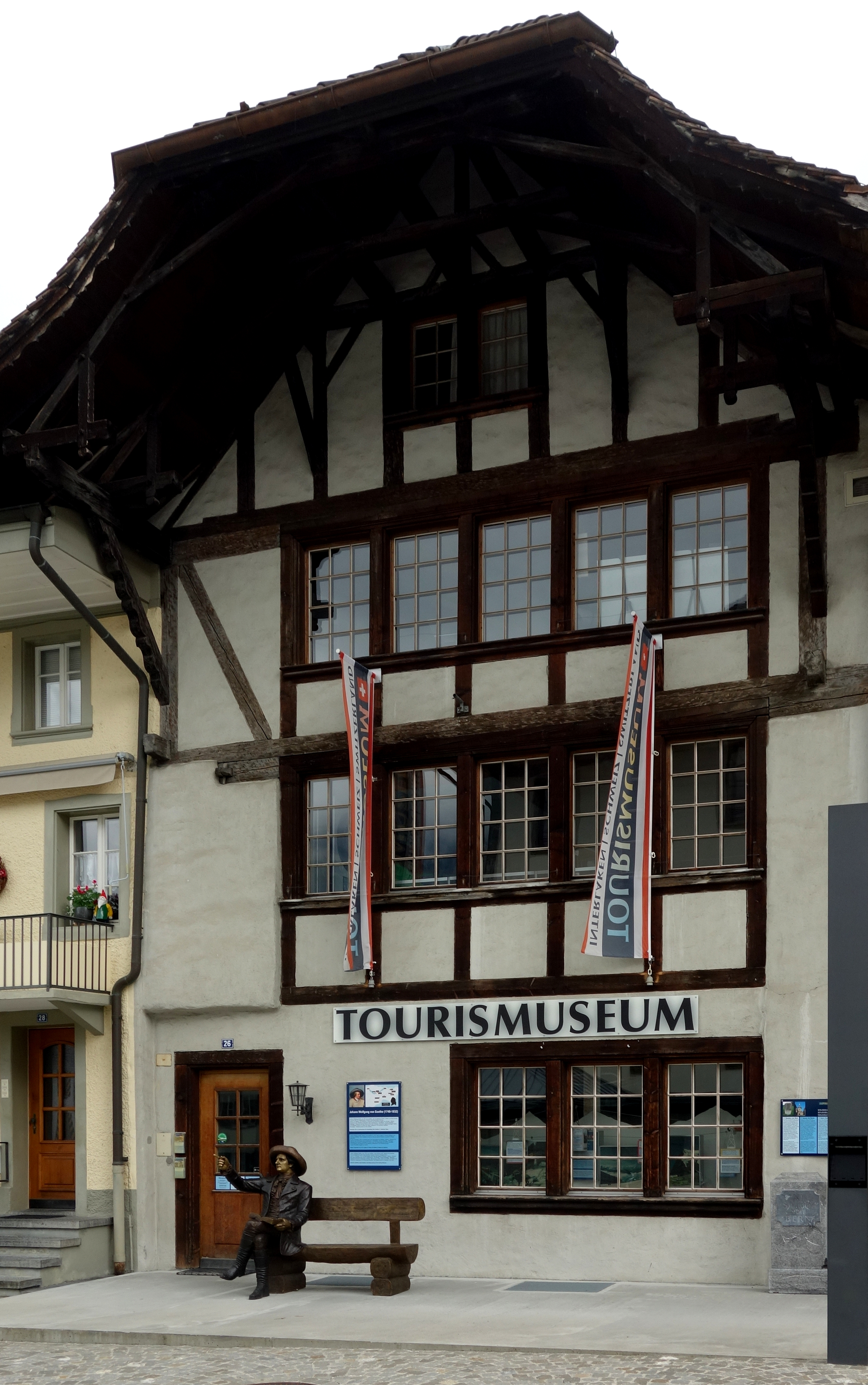
Tourismuseum in Unterseen (Verwaltungskreis Interlaken-Oberhasli)

  - Tourismuseum (vormals Touristikmuseum für die Jungfrauregion)

## J

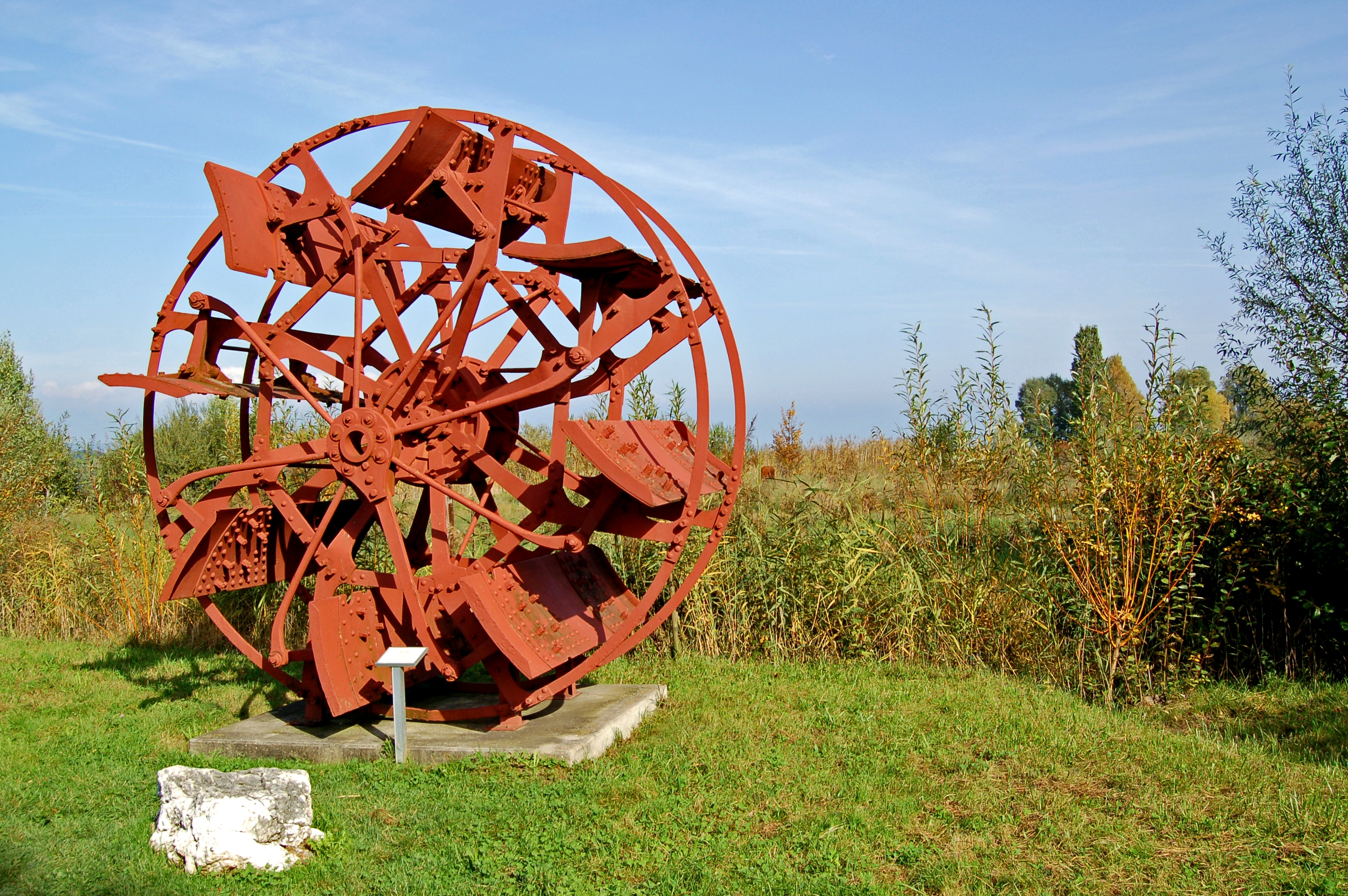
Schaufelrad des Genferseeschiffs Major Davel, heute beim Seemuseum in Kreuzlingen

- Jegenstorf
  - Schloss Jegenstorf
- Jenins
  - Greisinger Museum

## K
- Kreuzlingen
  - Museum Rosenegg (Stadtgeschichte)
  - Seemuseum (in der alten Kornschütte)
- Kriens
  - Schweizer Schachmuseum
  - Museum im Bellpark
  - Militärmuseum
- Küsnacht (ZH)
  - Ortsmuseum Küsnacht
- Küssnacht (SZ)
  - Heimatmuseum Küssnacht am Rigi

## L
- Langenbruck
  - Stiftung Sculpture at Schoenthal, im ehemaligen Kloster Schönthal
- Langenthal
  - Museum Langenthal
- Langnau im Emmental
  - Chüechlihus, Heimatmuseum für das Oberemmental
- La Tour-de-Peilz
  - Schweizer Spielmuseum

- Lausanne
  - Olympisches Museum
  - Aquatis (Vivarium Lausanne)
  - Collection de l’Art Brut
  - Fondation de l’Hermitage

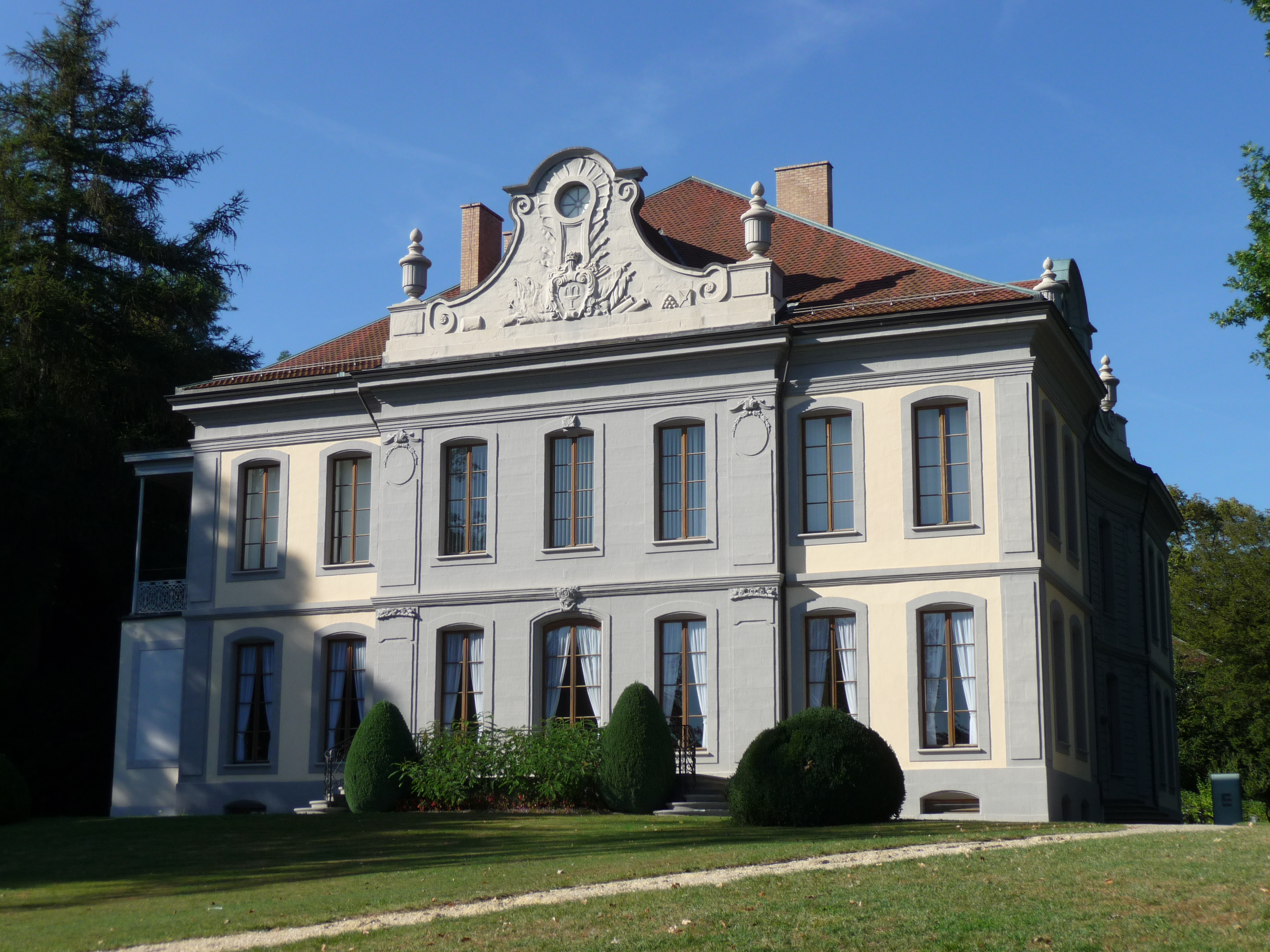
Musée de l’Elysée

  - Musée Bolo (Museum für Computerspiele)
  - Musée cantonal des beaux-arts de Lausanne
  - Kantonales Geologiemuseum
  - Musée et jardins botaniques cantonaux de Lausanne
  - Kantonales Numismatisches Museum
  - Kantonales Zoologiemuseum
  - Kantonsmuseum für Archäologie und Geschichte
  - Musée historique Lausanne
  - Musée cantonal de design et d’arts appliqués contemporains (mudac)
  - Musée de l’Elysée
  - Musée de l’immigration
  - Musée de la main (im Centre hospitalier universitaire vaudois)
  - Naturéum (Muséum cantonal des sciences naturelles de l’Etat de Vaud)
  - Römisches Museum Lausanne-Vidy

- Lenzburg
  - Stapferhaus
  - Schloss Lenzburg
  - Museum Burghalde Lenzburg
- Liestal
  - Museum.BL
  - Dichter- und Stadtmuseum Liestal
  - Harmonium-Museum
  - Zum bunten S
- Locarno
  - Museo civico e archeologico
- Lottigna (Acquarossa)
  - Museo della Valle di Blenio
- Lugano

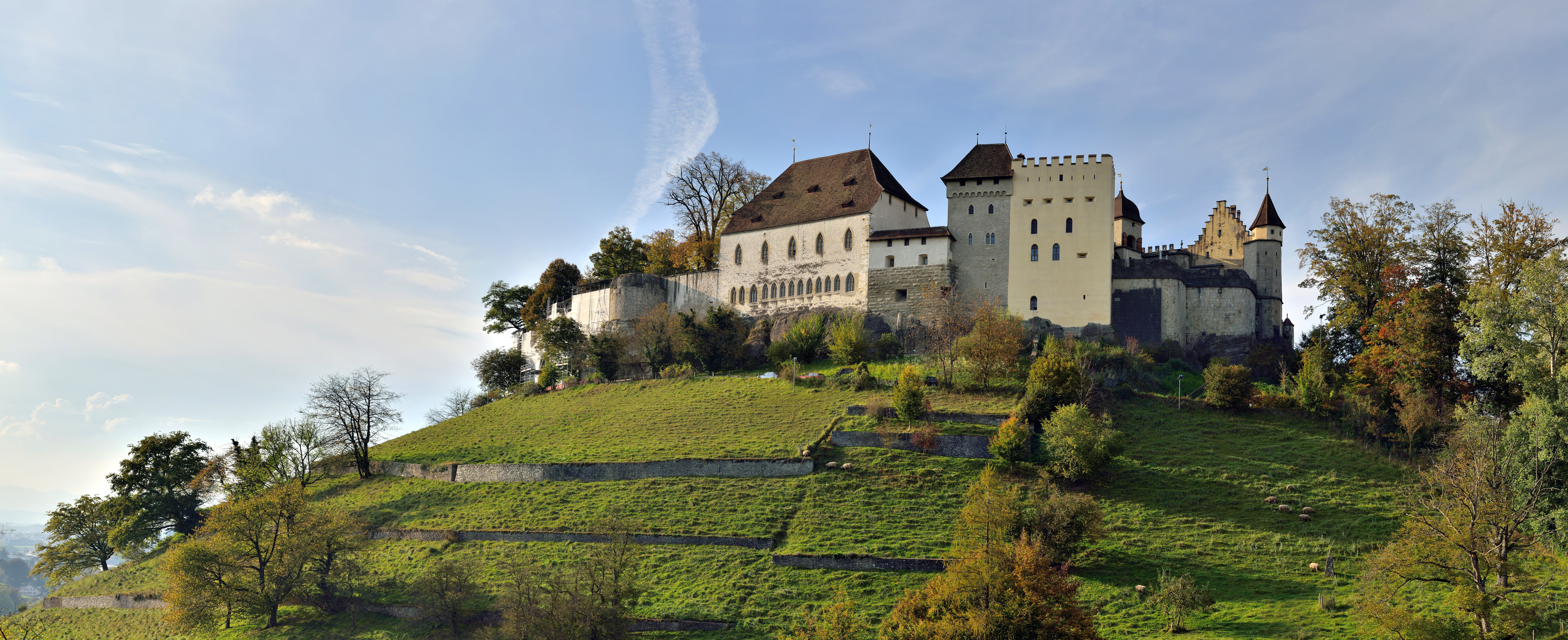
Schloss Lenzburg

  - Museo d’arte della Svizzera italiana
  - Museo delle Culture
  - Schweizerisches Zollmuseum
- Lucens
  - Sherlock-Holmes-Museum
- Lüscherz
  - Pfahlbaumuseum Lüscherz

- Luzern
  - Kunstmuseum Luzern
  - Natur-Museum Luzern
  - Sammlung Rosengart
  - Verkehrshaus der Schweiz
  - Richard-Wagner-Museum Tribschen

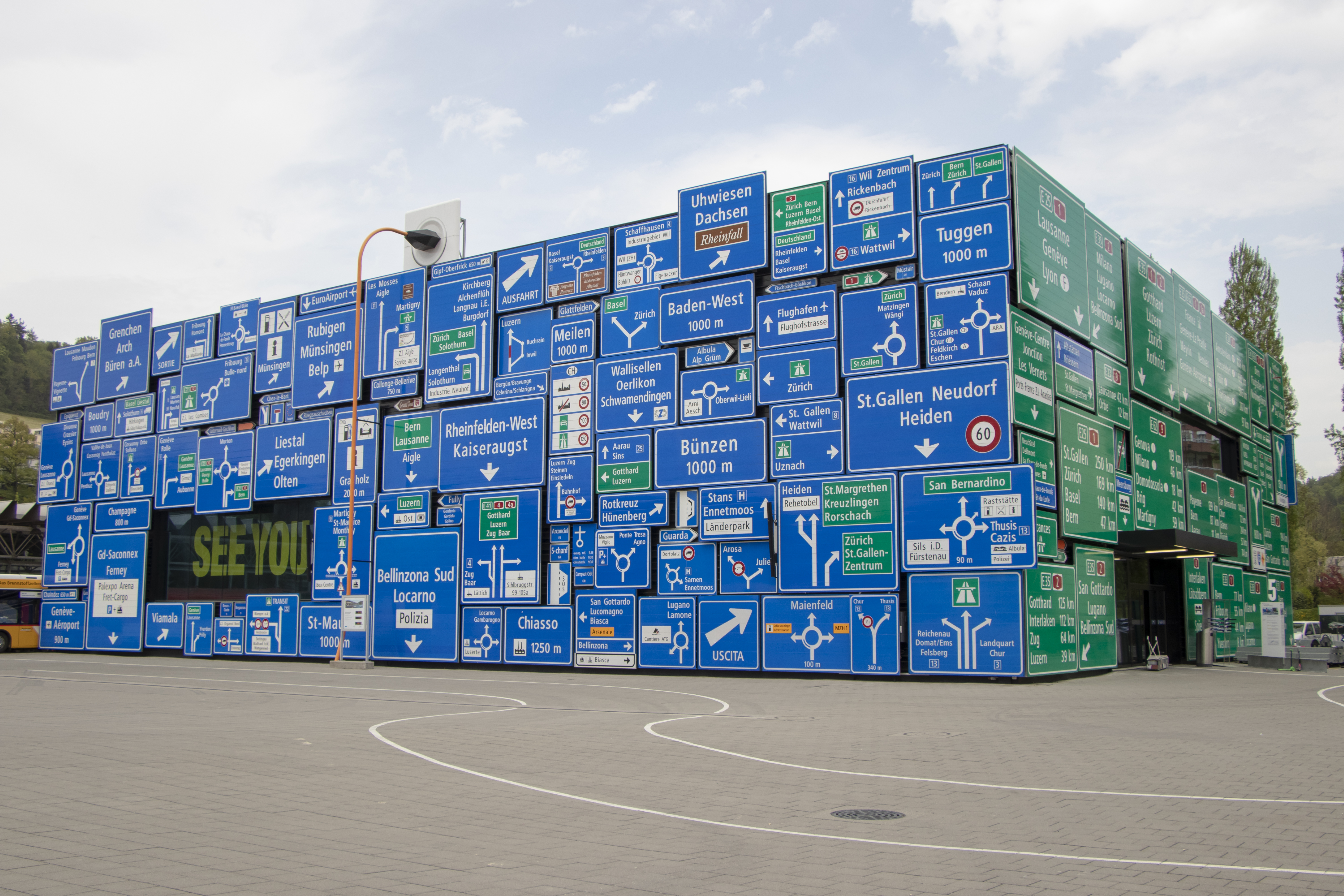
Verkehrshaus der Schweiz in Luzern

  - Gletschergarten Luzern (beim Löwendenkmal)

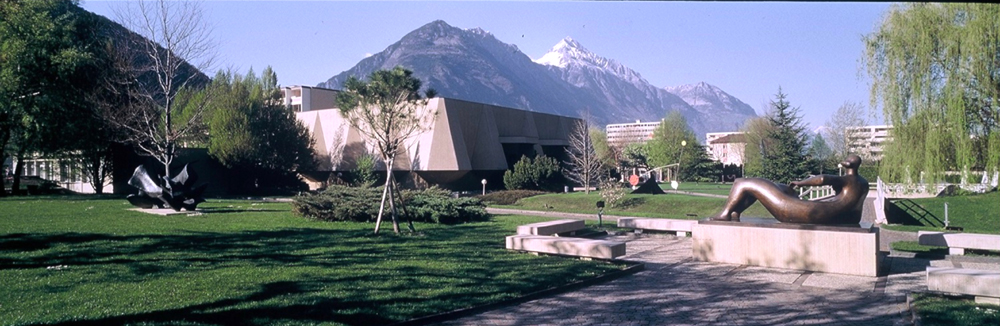
Fondation Gianadda

  - Historisches Museum Luzern

## M
- Martigny
  - Fondation Gianadda (Kunstmuseum, Antikensammlung, Automobilmuseum)
  - Barryland – Musée et Chiens du Saint-Bernard
  - Freilichtmuseum der römischen Überreste von Forum Claudii Vallensium
  - Walliser Filmzentrum
- Melide
  - Swissminiatur
- Mendrisio
  - Galleria Baumgartner (Modelleisenbahnen)
  - Museo d’arte (Kunstmuseum)

- Menziken

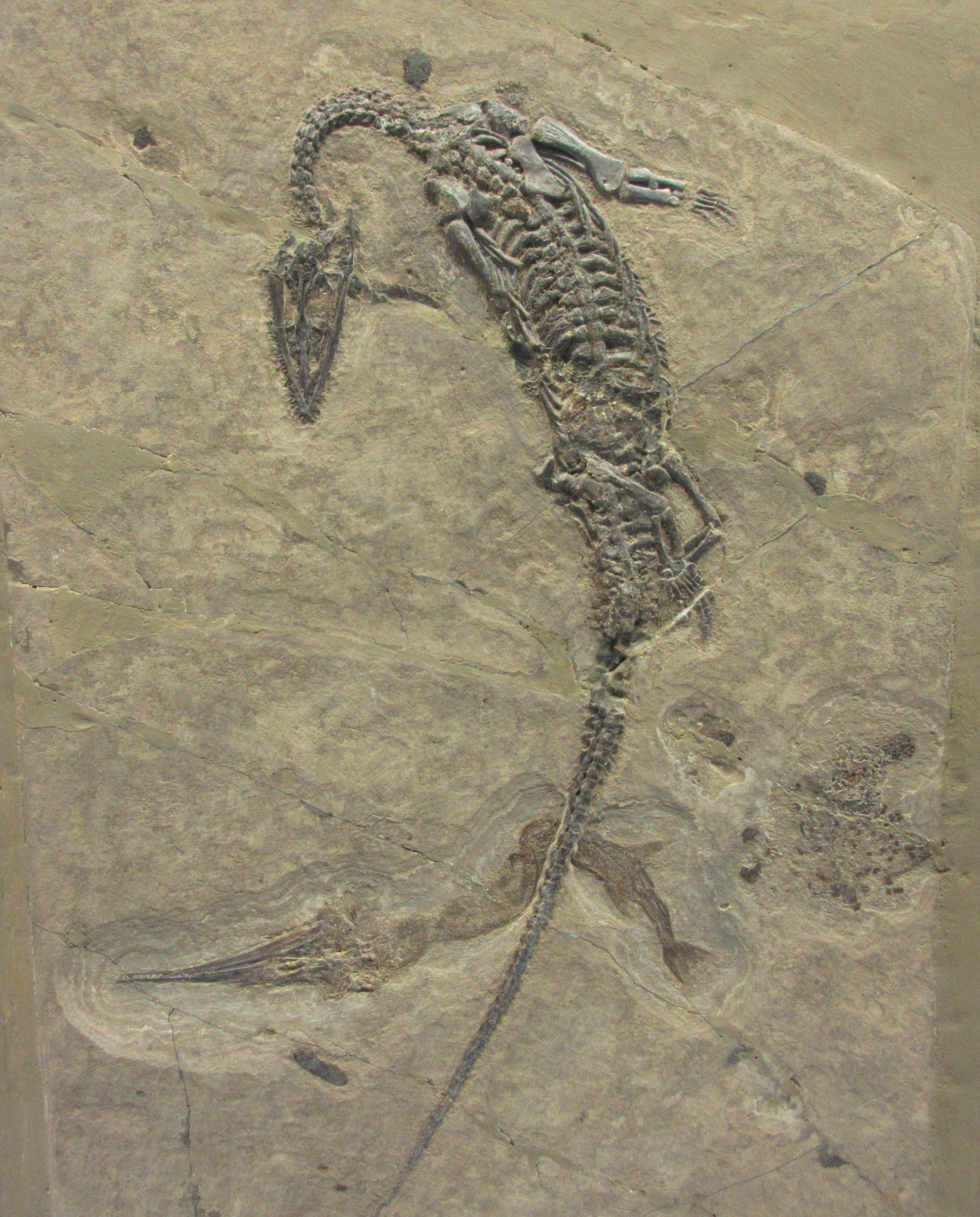
Zwei versteinerte Saurier, Fossilienmuseum des Monte San Giorgio

  - Tabak- & Zigarren-Museum AargauSüd
- Meride
  - Fossilienmuseum des Monte San Giorgio
- Montreux
  - Musée historique de Montreux et de sa région

- Morges

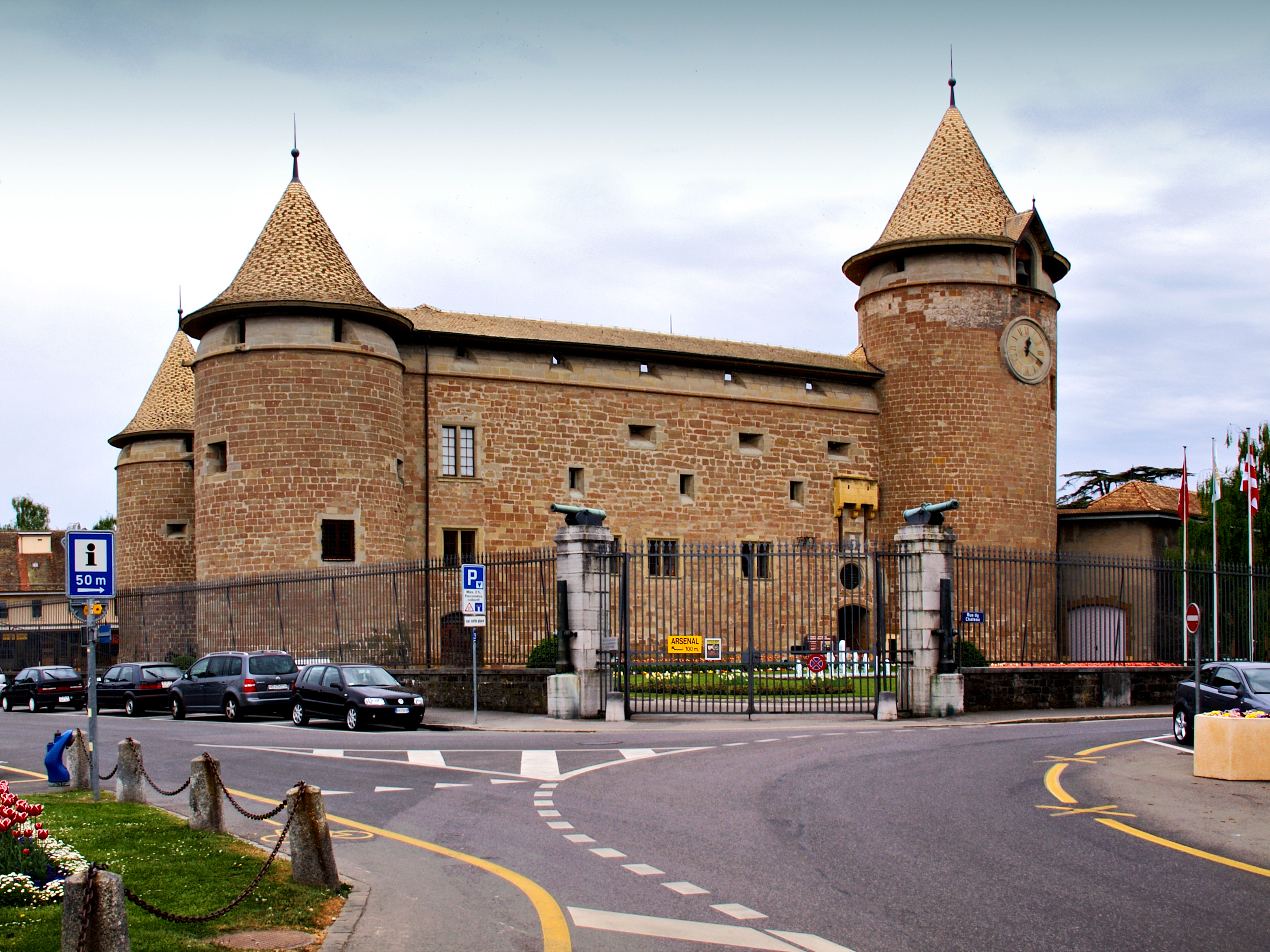
Die Burg von Morges

  - Waadtländisches Militärmuseum Morges (Musée militaire vaudois)
- Möriken-Wildegg
  - Schloss Wildegg

- Münchenstein
  - Elektrizitätsmuseum
  - Froschmuseum (Münchenstein)
  - Mühlemuseum
  - Kutschenmuseum
  - Schaulager
- Muri (Aargau)

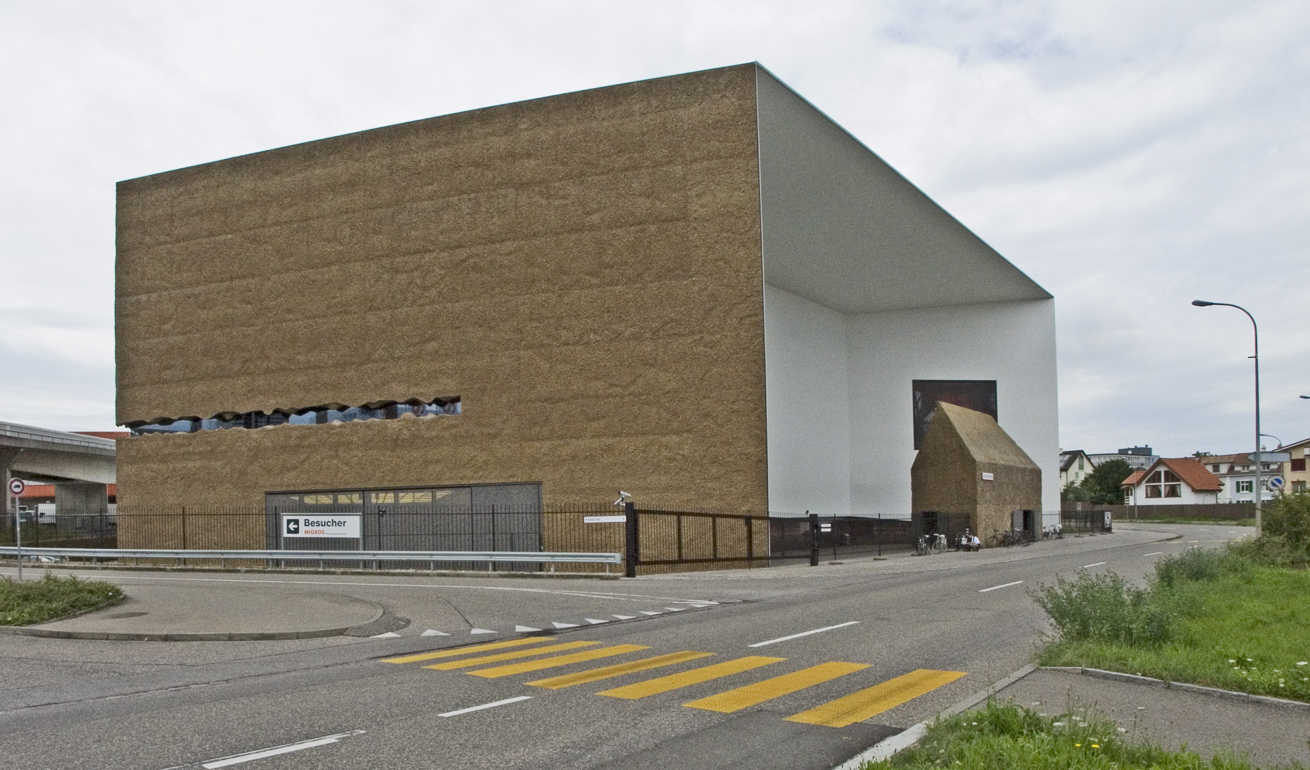
Schaulager Basel in Münchenstein

  - Klostermuseum (im ehemaligen Benediktinerkloster Muri)
  - Museum für Medizinhistorische Bücher
  - Caspar Wolf Museum (zum Schweizer Maler Caspar Wolf (1735–1783))
- Murten
  - Museum Murten[5]
  - Eisenbahn- und Sammlermuseum in Courlevon

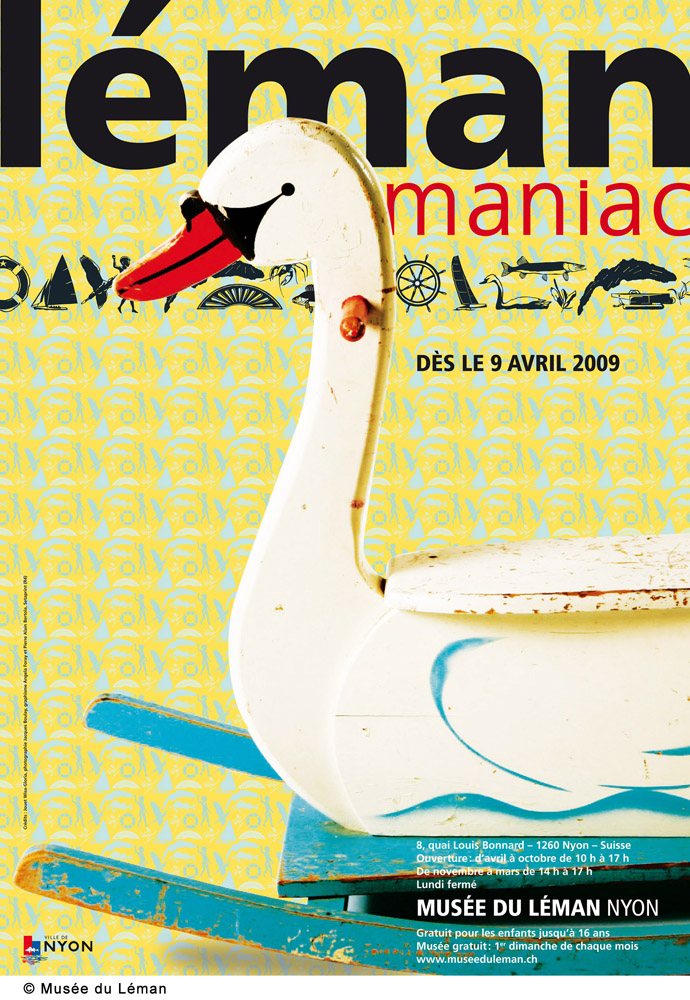
Ausstellungsplakat des Musée du Léman, 2009

- Müstair
  - Klostermuseum Müstair
- Muttenz
  - Dorfmuseum
  - Kunsthaus Baselland

## N
- Naters
  - Simplonfestung Naters
- Niederweningen
  - Mammutmuseum Niederweningen
- Nyon
  - Musée du Léman (Museum zu Natur und Kulturgeschichte des Genfersees)
  - Musée historique et des porcelaines de Nyon
  - Musée romain de Nyon

## O
- Oberhofen am Thunersee
  - Schloss Oberhofen
- Olten
  - Historisches Museum Olten
  - Kunstmuseum Olten
  - Naturmuseum Olten
  - Wertpapierwelt
  - Archäologisches Museum Kanton Solothurn

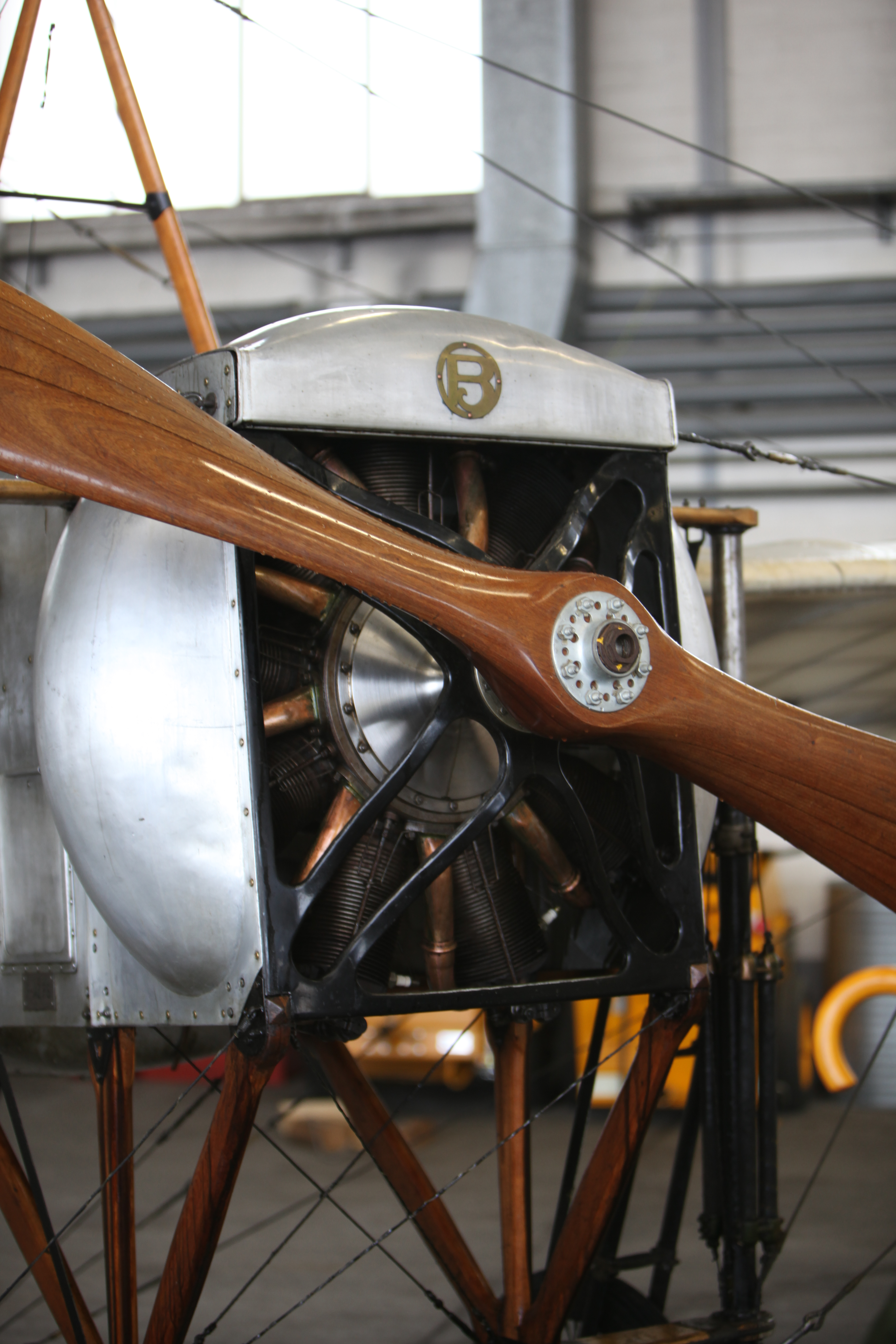
Flugzeugmotor im Musée de l’aviation militaire de Payerne

## P
- Payerne
  - Museum in der Abteikirche
  - Musée de l’aviation militaire de Payerne
- Pfäffikon SZ
  - Vögele Kultur Zentrum
- Pontresina
  - Museum Alpin
- Poschiavo
  - Casa Console
  - Museo Poschiavino
- Pruntrut
  - Museum Hôtel-Dieu

## R
- Rapperswil-Jona
  - Enea Baummuseum
  - Kunst(Zeug)Haus
  - Ortsmuseum Jona
  - Polenmuseum Rapperswil
  - Schloss Rapperswil
  - Stadtmuseum Rapperswil
- Riggisberg
  - Abegg-Stiftung
- Roche
  - Musée suisse de l’Orgue

- Riehen
  - Fondation Beyeler
  - Spielzeugmuseum

- Romont
  - Vitromusée Romont (Museum für Glasmalerei)

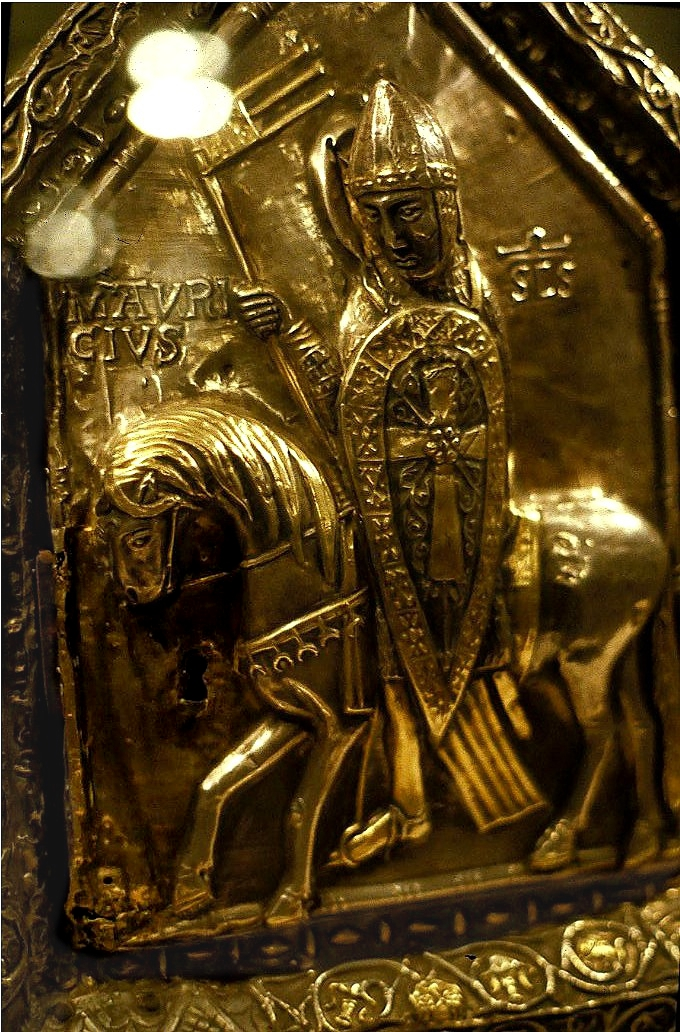
Darstellung des heiligen Mauritius auf dem Sigismund-Schrein im Klosterschatz der Abtei Saint-Maurice

## S
- Sachseln
  - Museum Bruder Klaus Sachseln
- Saillon
  - Musée de la fausse monnaie – Maison Farinet
- Sainte-Croix
  - Musée Baud (Museum für Automaten in L’Auberson)
  - Musée d’Automates et de Boîtes à musique CIMA
  - Musée des Arts et des Sciences
- Saint-Gingolph
  - Musée des Traditions et des Barques du Léman (Museum zur Ortsgeschichte und zur Schifffahrt auf dem Genfersee)
- Saint-Maurice
  - Klosterschatz der Abtei Saint-Maurice
  - Fort du Scex
  - Schloss Saint-Maurice
- Samedan
  - Chesa Planta (Samedan) (mit dem Kulturarchiv Oberengadin)
- Sarnen
  - Historisches Museum Obwalden
- Schaffhausen
  - Museum zu Allerheiligen
  - Stemmler Museum
  - Museum im Zeughaus
  - IWC-Uhrenmuseum
- Schleitheim
  - Gipsmuseum Schleitheim
  - Thermenmuseum Juliomagus
- Schönenwerd
  - Bally Schuhmuseum
  - Paul-Gugelmann-Museum
  - Zündholz Museum
- Schwarzenburg
  - Regionalmuseum Gantrisch
- Schwyz
  - Bundesbriefmuseum
  - Forum Schweizer Geschichte Schwyz
- Scuol
  - Museum Schmelzra (Bergwerkmuseum, in S-charl)
  - Unterengadiner Museum
- Seengen
  - Schloss Hallwyl
- Seewen (SO)
  - Museum für Musikautomaten
- Sempach
  - Rathausmuseum Sempach
- Siders
  - Fondation Rilke (zu Rainer Maria Rilke [1875–1926])
  - Musée valaisan de la vigne et du vin
- Sils im Engadin
  - Nietzsche-Haus Sils Maria (zu Friedrich Nietzsche [1844–1900])
- Sissach
  - Henkermuseum

- Sitten
  - Kunstmuseum Wallis

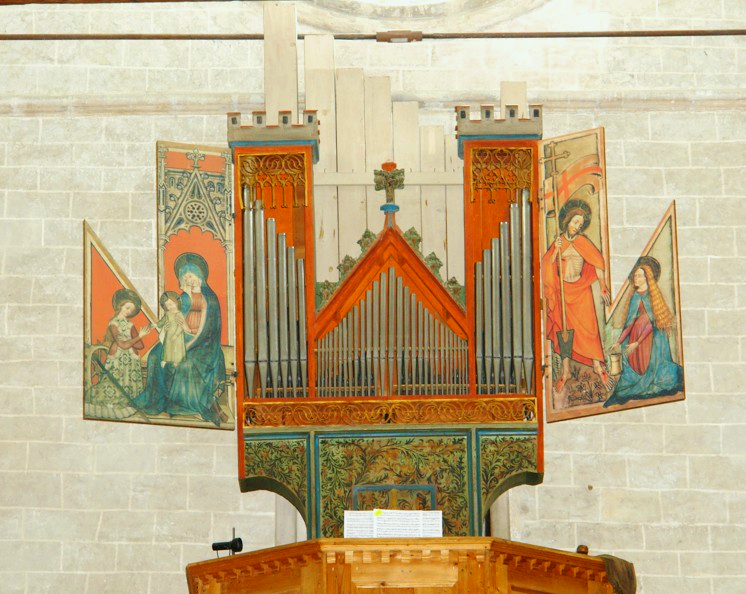
Mittelalterliche Orgel der Basilika von Valère

  - Geschichtsmuseum Wallis (auf der Kapitels- und Kirchenburg Basilique de Valère)
  - Naturmuseum Wallis
  - Petit-Chasseur (archäologischer Park)
- Solothurn
  - Enter (Museum)
  - Historisches Museum Blumenstein
  - Kunstmuseum Solothurn
  - Museum Altes Zeughaus
  - Naturmuseum Solothurn
- Sonogno
  - Museo di Val Verzasca
- Spiez
  - Rebbau- und Heimatmuseum (Spiez)
  - Schloss Spiez
- Stäfa
  - Museum zur Farb
- Stein am Rhein
  - Kloster St. Georgen
  - Museum Lindwurm

- St. Gallen

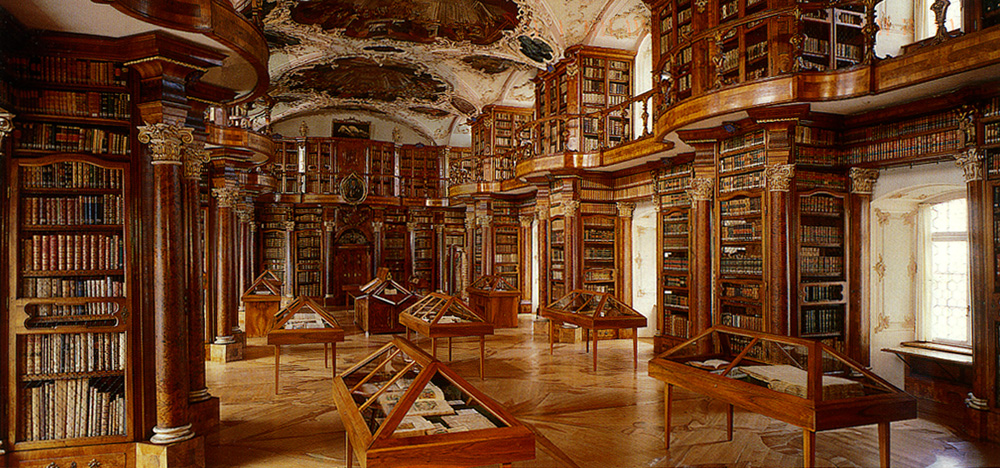
Stiftsbibliothek St. Gallen

  - Historisches und Völkerkundemuseum St. Gallen
  - Kunsthalle St. Gallen
  - Kunstmuseum St. Gallen
  - Museum im Lagerhaus
  - Naturmuseum St. Gallen
  - Seifenmuseum St. Gallen
  - Stiftsbibliothek St. Gallen
  - Textilmuseum St. Gallen
  - Point Jaune Museum
- St. Moritz
  - Engadiner Museum
  - Mili Weber Museum
  - Segantini Museum
  - Berry Museum
- St. Niklaus
  - Bergführermuseum
- Stans
  - Winkelriedhaus
  - Salzmagazin
- Stansstad
  - Artilleriewerk Fürigen
- Studen (BE)
  - Fondation Saner
- Steffisburg
  - Villa Schüpbach
- Sursee
  - Museum der Schweizer Kapuzinerprovinz
  - Stadtmuseum Sankturbanhof
- Susch
  - Muzeum Susch

## T
- Teufen AR
  - Grubenmann-Sammlung (zur Ingenieurfamilie Grubenmann)
- Thun
  - Panzermuseum Thun
  - Kunstmuseum Thun
  - Schloss Thun
  - Wocher-Panorama
- Trun
  - Cuort Ligia Grischa («Hof des Grauen Bundes», mit dem «Museum Sursilvan»)
- Turbenthal
  - Ortsmuseum Turbenthal

## U
- Urnäsch
  - Appenzeller Brauchtumsmuseum
- Utzenstorf
  - Schloss Landshut (Schweizerisches Museum für Wild und Jagd)

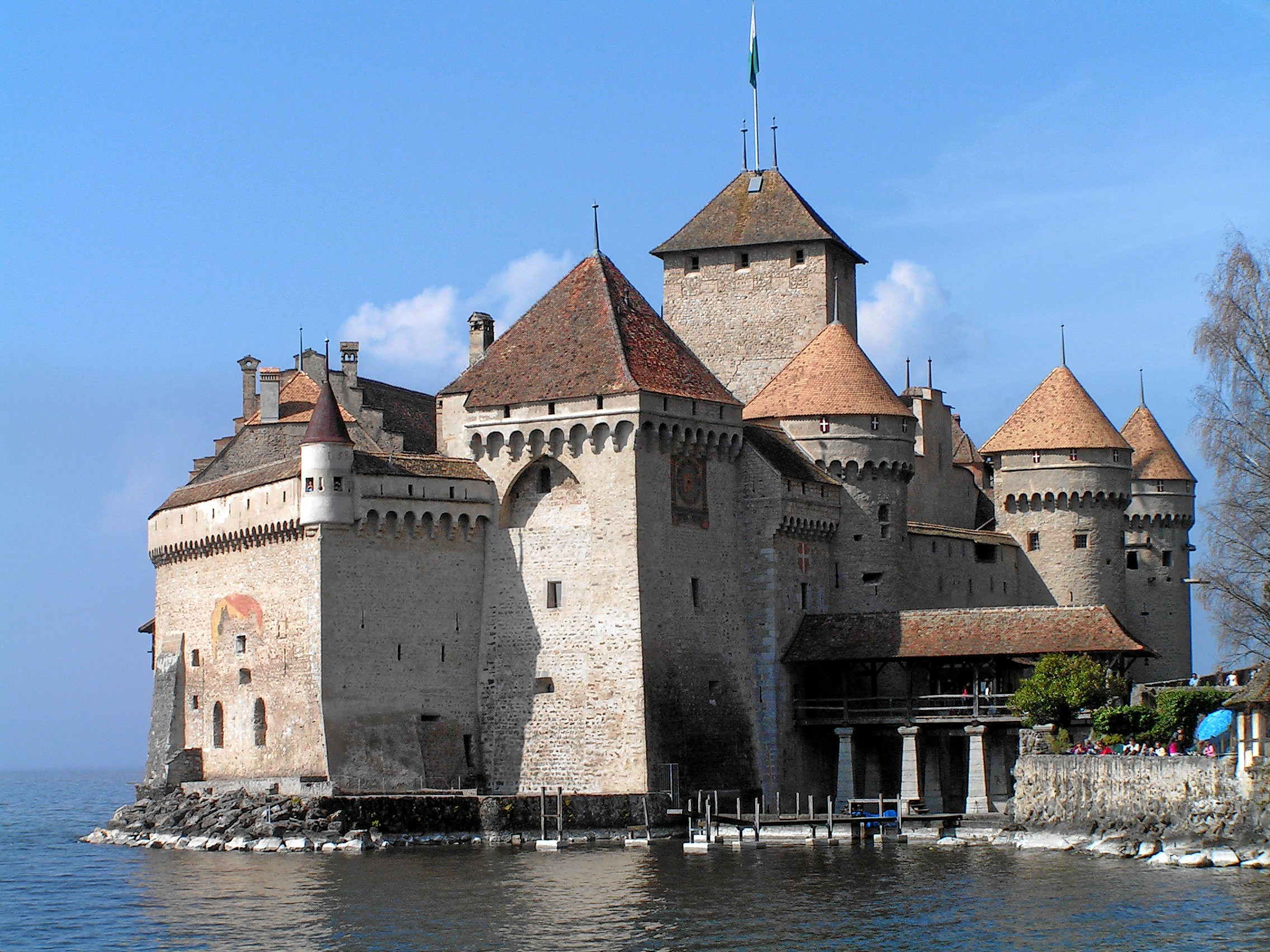
Schloss Chillon

## V
- Val Müstair
  - Museum Chasa Jaura (in Valchava)
- Vättis
  - Drachenlochmuseum
- Vevey
  - Alimentarium (Museum der Ernährung)
  - Musée Jenisch
  - Musée suisse de l’appareil photographique
  - Musée historique de Vevey[6]
  - Le Musée de la Confrérie des Vignerons[7]

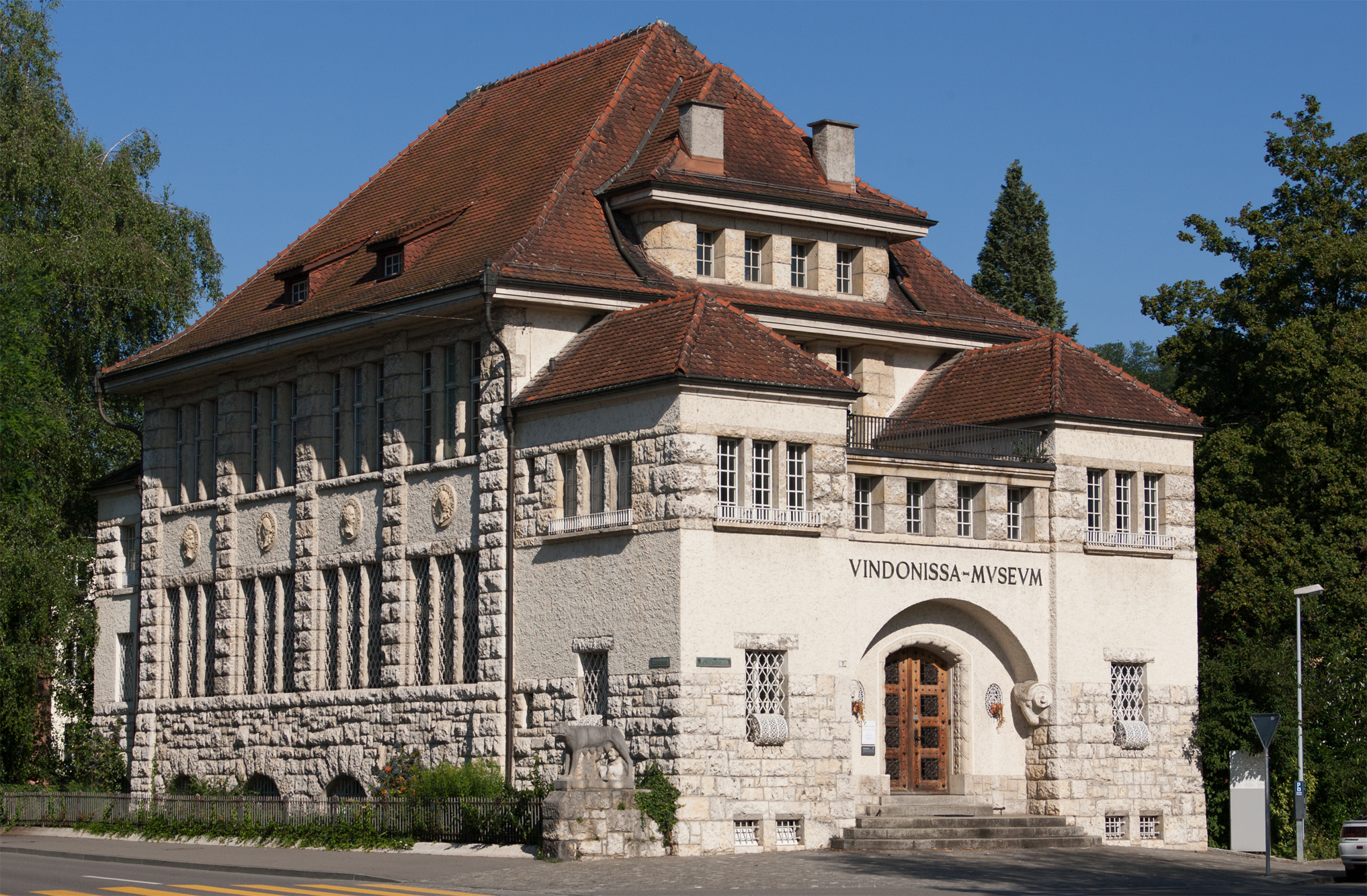
Vindonissa-Museum

- Vaz/Obervaz
  - Ortsmuseum Obervaz (in Zorten)
- Veytaux
  - Artilleriewerk Chillon
  - Schloss Chillon

## W
- Wädenswil
  - Weinbaumuseum Au
- Wallisellen
  - Ortsmuseum Wallisellen
- Wartau
  - Artilleriewerk Festung Magletsch
- Warth, Kanton Thurgau
  - Kunstmuseum Thurgau
  - Kartause Ittingen
- Windisch
  - Museum Schürhof
  - Vindonissa-Museum
  - Kloster Königsfelden (Abteilung von Museum Aargau)

- Winterthur
  - Fotomuseum Winterthur
  - Fotostiftung Schweiz
  - Zentrum für Fotografie
  - Gewerbemuseum Winterthur
  - Kunstmuseum Winterthur
  - Naturmuseum Winterthur
  - Museum Oskar Reinhart

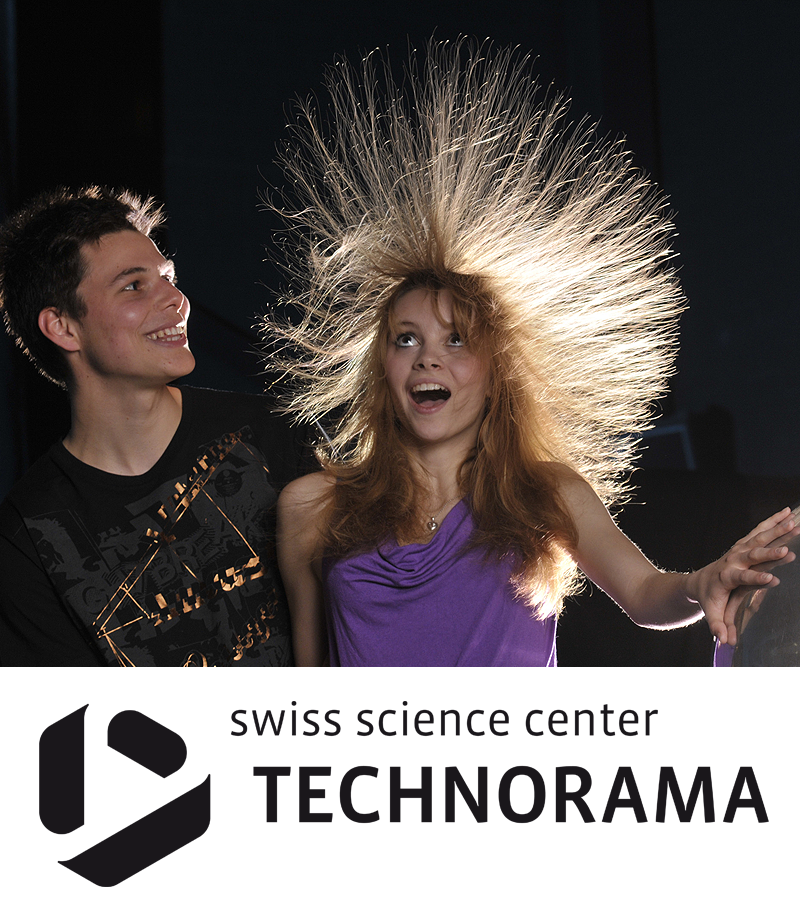
Technorama Winterthur

  - Sammlung Oskar Reinhart «Am Römerholz»
  - Technorama (Science Center)
  - Villa Flora (Winterthur) (Kunstmuseum)
  - Münzkabinett und Antikensammlung der Stadt Winterthur
  - Museum Briner und Kern
  - Uhrensammlung Kellenberger
  - Kunsthalle Winterthur
  - Museum Lindengut
  - Schloss Hegi
  - Schloss Mörsburg, Winterthur-Stadel
  - Historisches Archiv der Schweizerischen Lokomotiv- und Maschinenfabrik (SLM)
- Wohlen
  - Schweizer Strohmuseum

## Y
- Yverdon-les-Bains
  - Maison d’Ailleurs
  - Musée d’Yverdon et région
  - Musée suisse de la mode
  - Centre d’art contemporain d’Yverdon-les-Bains
  - Fondation Vaudoise du Patrimoine Scolaire

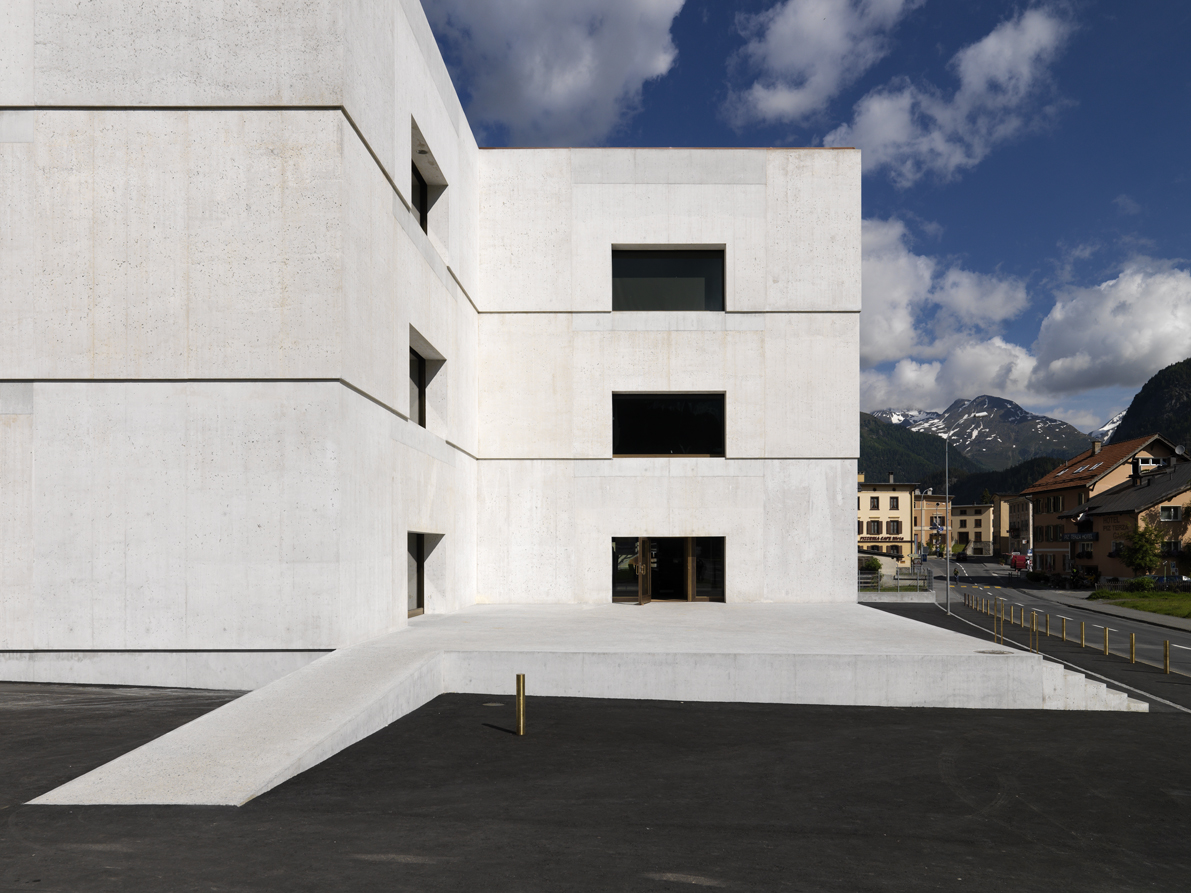
Nationalparkhaus

## Z
- Zermatt
  - Matterhorn Museum «Zermatlantis»
- Zernez
  - Nationalparkhaus
- Zofingen
  - Museum Zofingen
- Zug
  - Kantonales Museum für Urgeschichte
  - Museum Burg Zug (Kulturgeschichtliches Museum in der Burg Zug)

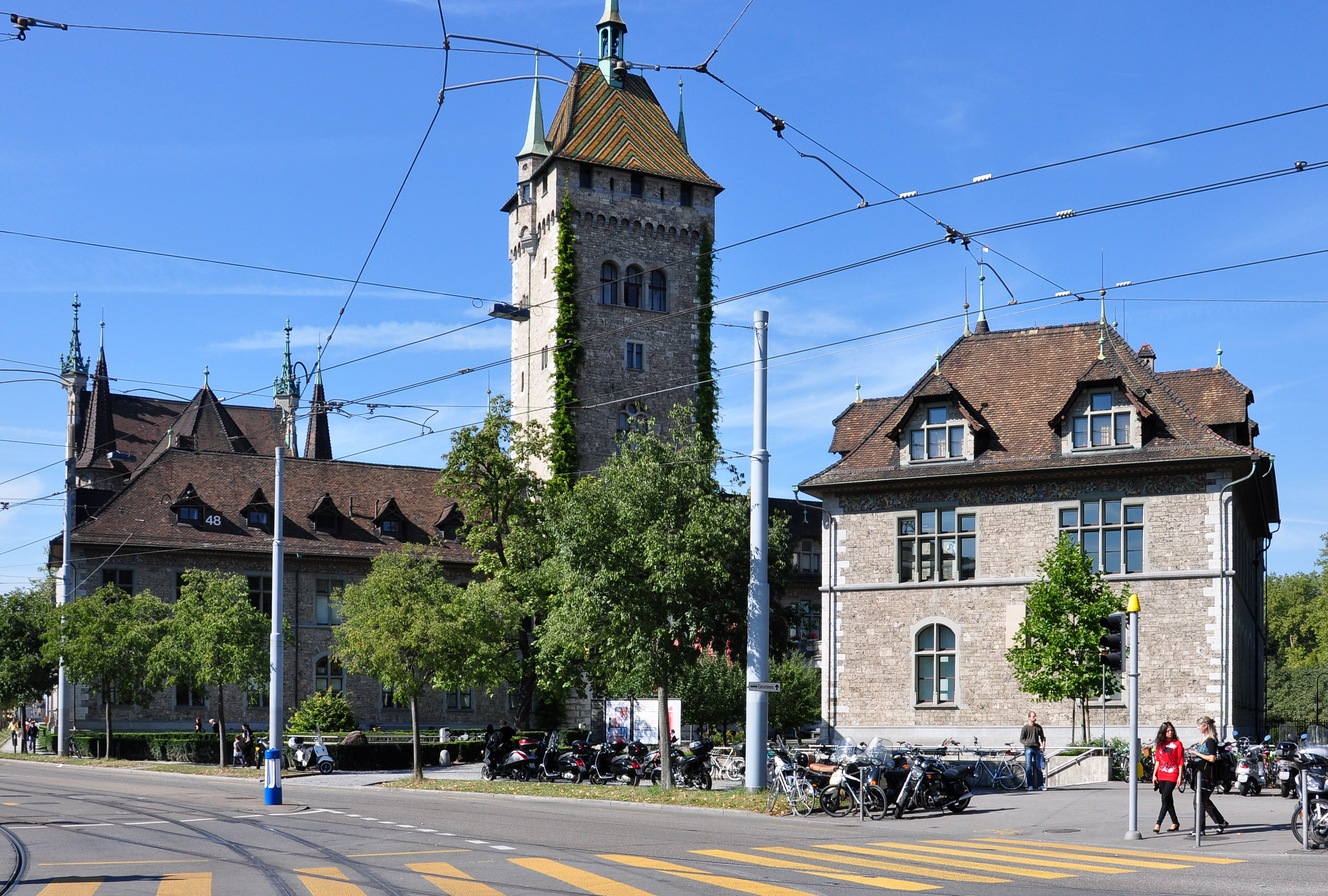
Landesmuseum in Zürich

  - Kunsthaus Zug

- Zürich
siehe Hauptartikel: Liste der Museen in Zürich